# Miasto zamknięte

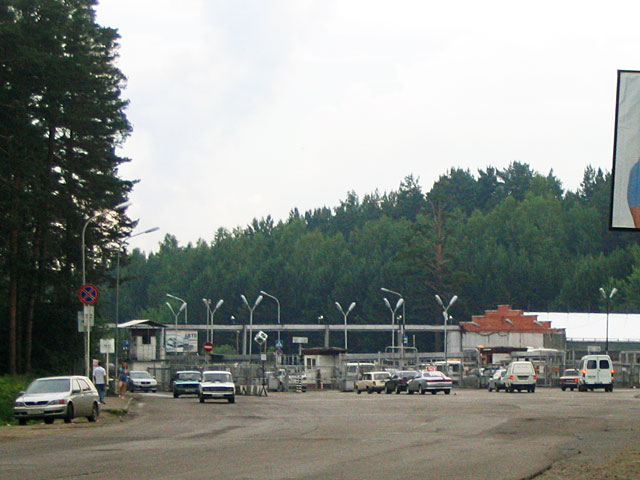
Główny punkt kontrolny na wjeździe do rosyjskiego miasta zamkniętego Siewiersk

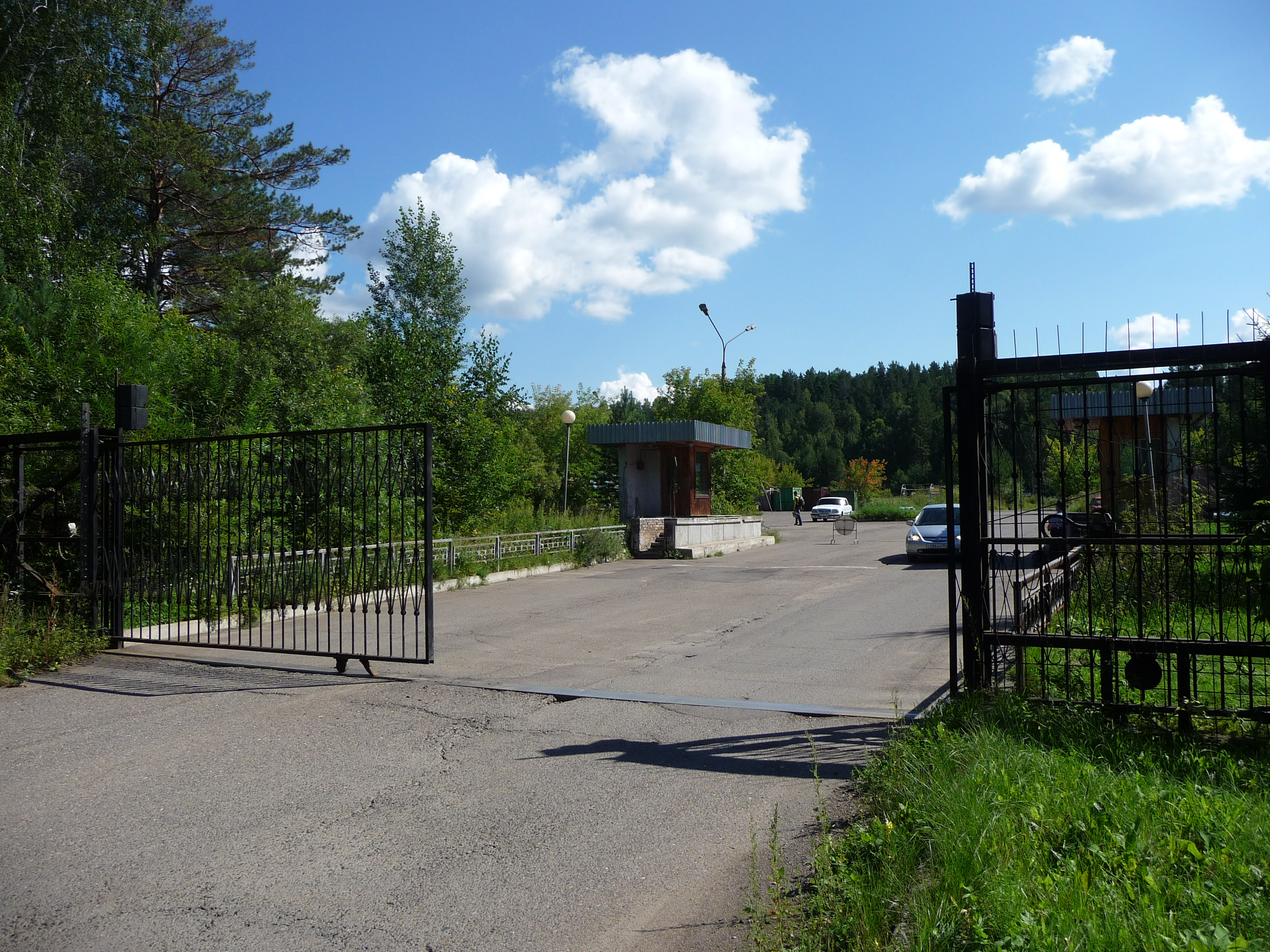
Punkt kontrolny na wjeździe do rosyjskiego miasta zamkniętego Żeleznogorsk

Miasto zamknięte (ros. ЗАТО – закрытые административно-территориальные образования; ZATO – zakrytyje administratiwno-tierritorialnyje obrazowanija; pol. zamknięta struktura administracyjno-terytorialna) – określenie miasta lub osiedla o ograniczeniach w przemieszczaniu się i zamieszkaniu, szczególnie w Związku Radzieckim i obecnie Federacji Rosyjskiej. Obecnie istnieją przede wszystkim dwa rodzaje miast zamkniętych: z uwagi na znaczenie militarne i technologii nuklearnych.
Miasta zamknięte miały zakonspirowane nazwy, nawiązujące do nazw rejonów, w których były usytuowane; zazwyczaj nazwy te składały się z nazwy najbliższego dużego miasta i liczby, np. Tomsk-7, Krasnojarsk-45 itd. Miasta te były wówczas tajne i nie pojawiały się na żadnych oficjalnych mapach aż do roku 1992, kiedy ówczesny prezydent Rosji Borys Jelcyn zarządził, że miasta te mogą zostać odtajnione i mogą powrócić do swoich historycznych nazw (np. Tomsk-7 zmieniono na Siewiersk). Nadal jednak występują restrykcje w odwiedzaniu tychże miast.
Oprócz restrykcji dotyczących przemieszczania się, zakonspirowane były tutaj też numery i nazwy ulic, szkół itd. Oprócz problemów związanych z ich opuszczaniem były też pewne zalety: zarobki wyższe niż na zewnątrz, niska przestępczość, bardzo dobra opieka społeczna, w sklepach dostępne towary deficytowe gdzie indziej niedostępne.
Oprócz istniejących ZATO były też miasta zamknięte z uwagi na ich znaczenie strategiczne, np. Królewiec, Sewastopol, Władywostok (bazy wojskowe), Gorki (ośrodek przemysłu zbrojeniowego) i Perm (otwarte w 1987).

## ZSRR i Rosja

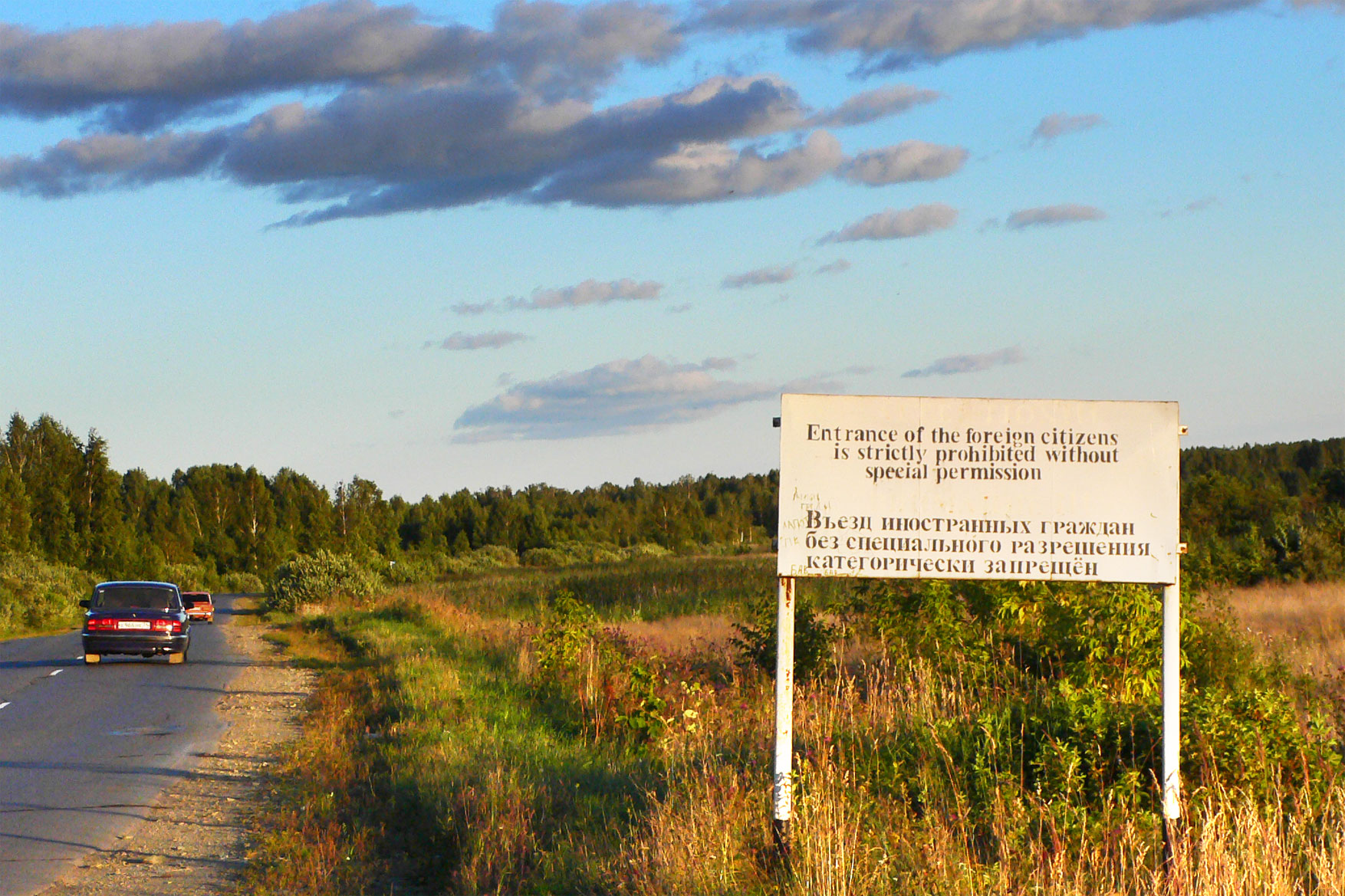
Tablica przy drodze do Oziorska – zakaz wstępu dla cudzoziemców bez specjalnej przepustki.

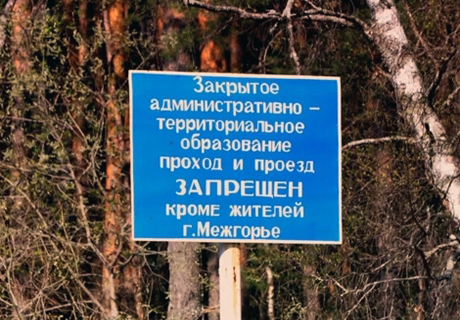
Tablica informująca o zakazie wstępu do Mieżgorje (nie dotyczy mieszkańców).

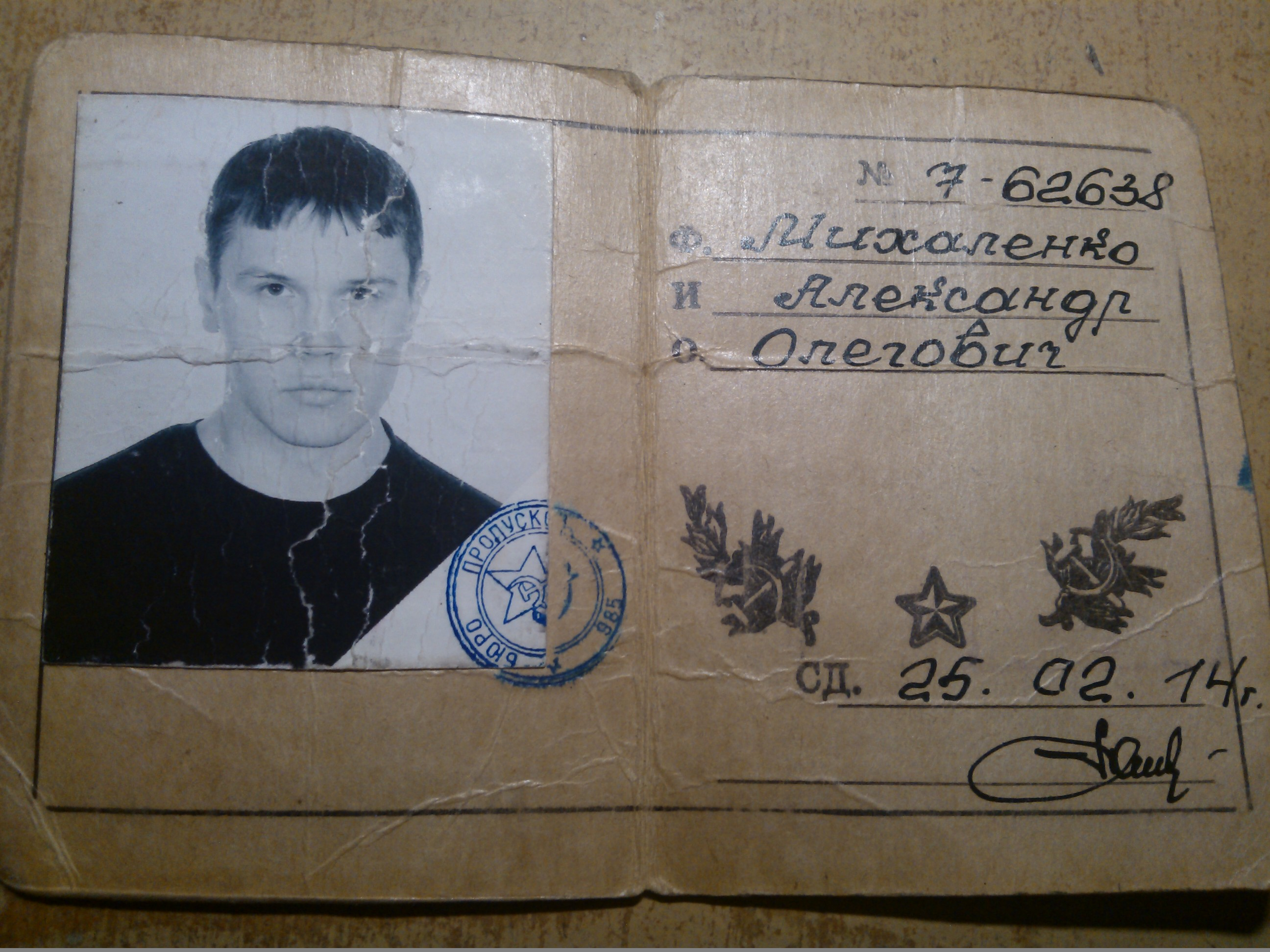
Przepustka do Żeleznogorska.

### Regulacje prawne
Po rozpadzie ZSRR uporządkowano sytuację prawną miast zamkniętych przez regulacje, obowiązujące na terenie całego kraju. Pierwsza ustawa rządu Federacji Rosyjskiej o zamkniętych jednostkach administracyjno-terytorialnych pochodzi z dnia 14 lipca 1992 roku (ros. Закон РФ „О закрытом административно-территориальном образовании” N 3297-1). Została znowelizowana ustawą z dnia 29 czerwca 2018 roku, aktualnie obowiązującą (ros. Закон Российской Федерации o закрытом административно-территориальном образовании с изменениями на 29 июня 2018 года).
Ustawa z 2018 roku definiuje zamkniętą jednostkę administracyjno-terytorialną jako podmiot posiadający władze samorządowe, utworzony w celu zapewnienia bezpieczeństwa zlokalizowanych na jej terenie organizacji i podmiotów, objęty restrykcjami z uwagi na ochronę tajemnic państwowych, która podlega jurysdykcji organów państwowych. Władze samorządowe (w odróżnieniu od władz innych jednostek administracyjnych) mają zmniejszone kompetencje decyzyjne.
W myśl ustawy rząd Federacji Rosyjskiej ustala granice zamkniętych jednostek, wydaje pozwolenia na budowę, ustala procedury restrykcji obowiązujących na danym terenie. Należą do nich:
- Ograniczenie wjazdu obywateli na teren zamkniętej jednostki, wyznaczenie punktów kontroli przepustek i zasad ich wydawania,
- Ograniczenie (lub całkowity zakaz) lotów nad jej terenem (dotyczy wyłącznie samolotów cywilnych),
- Ograniczenie możliwości zameldowania i stałego pobytu obywateli, których praca nie jest bezpośrednio związana z jednostką,
- Ograniczenie prawa do prowadzenia działalności gospodarczej,
- Ograniczenie użytkowania zasobów naturalnych,
- Zakaz tworzenia i działania organizacji, których założycielami są cudzoziemcy oraz zagranicznych organizacji pozarządowych non-profit,
- Ograniczenie lub całkowity zakaz prowadzenia inwestycji przez podmioty zagraniczne (wyjątki regulowane są osobnymi zarządzeniami).

Rząd Federacji Rosyjskiej udziela wsparcia finansowego w formie celowych dotacji dla zamkniętych jednostek, które przeznaczane są na: wynagrodzenia pracowników, zapewnienie zaplecza socjalnego dla mieszkańców i ich rodzin, opieki zdrowotnej oraz ich ubezpieczenia.
Lista miast zamkniętych ustalana jest corocznie i zatwierdzana przez rząd rosyjski. Uchwały z ich wykazem są podawane do wiadomości publicznej. Informacjami jawnymi są również: dane osobowe władz miast zamkniętych, dane teleadresowe do lokalnych samorządów, ogólne informacje o historii i przeznaczeniu miast oraz liczba mieszkańców (na bazie spisów powszechnych). Do informacji niejawnych należą: szczegółowe dane budżetowe, wykaz działek i gruntów, szczegóły dotyczące pracy organizacji lub jednostek wojskowych na terenach zamkniętych miast oraz technologia używana w zakładach. W niektórych jednostkach obowiązuje zakaz robienia zdjęć i nagrywania filmów. Mapy większości miast zamkniętych są publicznie dostępne, ale kluczowe dla bezpieczeństwa państwa obiekty mogą nie być na nich zaznaczone. Do większości miast zamkniętych nie wolno wjeżdżać obywatelom innych krajów, przebywających na terenie Federacji Rosyjskiej na podstawie wizy turystycznej. W niektórych przypadkach zakaz nie dotyczy obywateli Białorusi.

### Historia ZATO w ZSRR i Rosji

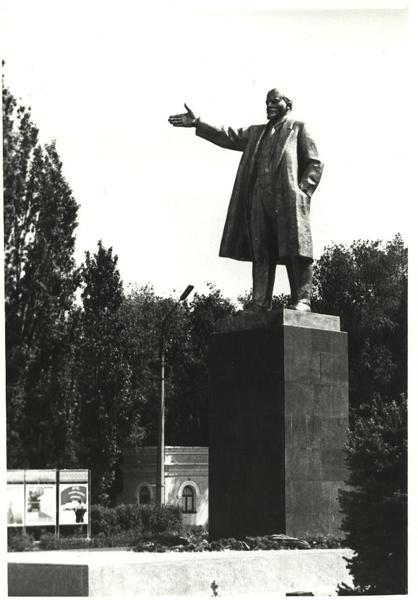
Pomnik Lenina w Znamieńsku, wzniesiony w latach pięćdziesiątych.

Pierwsze miasta zamknięte w Związku Radzieckim zaczęły powstawać po zakończeniu II wojny światowej. W latach 1946–1953 tworzono je głównie na potrzeby projektów związanych z atomistyką. Z czasem przedmiotem ich działań stały się badania i produkcja na potrzeby programu kosmicznego. 17 marca 1954 roku Rada Ministrów ZSRR podpisała pierwszy akt prawny, regulujący status ZATO.
Informacje o ich lokalizacji były niejawne. Zamiast typowych nazw używano kryptonimów wojskowych. Obywatele, którzy osiągnęli wiek pełnoletni byli zobowiązani do podpisania oświadczenia o zachowaniu poufności w sprawie swojego miejsca zamieszkania. Korespondencja do mieszkańców była wysyłana na numer skrytki pocztowej, bez danych adresowych. Pracownicy miast zamkniętych otrzymywali dodatki do wynagrodzenia w wysokości 20% pensji, zarabiali więcej niż średnia krajowa i mieli możliwość zakupu niedostępnych w innych częściach kraju produktów. W czasach ZSRR większość ZATO znajdowała się w obwodzie moskiewskim, na Uralu oraz w dzisiejszym Kraju Krasnojarskim. Wiele z nich lokalizowano na terenach leśnych, słabo zaludnionych lub w pobliżu naturalnych źródeł niezbędnych surowców.
O istnieniu ZATO władze Rosji poinformowały w 1991 roku. Rok później prezydent Borys Jelcyn podjął decyzję o odtajnieniu lokalizacji miast zamkniętych. Wówczas zaczęto używać standardowych nazw, zamiast kryptonimów. W 1992 roku na terenie Rosji znajdowało się 47 ZATO, z czego 37 pod jurysdykcją Ministerstwa Obrony, a pozostałe były związane z atomistyką.
Po zakończeniu zimnej wojny spadło zapotrzebowanie na projekty realizowane w wielu ZATO. Zamykano fabryki i zakłady. Przed 1992 rokiem w miastach zamkniętych praktycznie nie występowało bezrobocie, w 1995 roku bezrobotni stanowili 20% mieszkańców. W latach dziewięćdziesiątych 28% specjalistów z ZATO (większość mieszkańców miała wyższe wykształcenie) rozważało wyjazd za granicę. Problem został rozwiązany w kolejnych latach poprzez przekształcenie zakładów lub zlikwidowanie statusu ZATO.
Liczba ZATO ulega zmniejszeniu, jednak od 30 października 2001, pomimo nieposiadania takiego statusu, zostały dla obcokrajowców (z wyjątkiem obywateli Białorusi) zamknięte miasta: Norylsk, Dudinka, Igarka, Tałnach i Kajerkan. Część ZATO jest otwarta na inwestycje zagraniczne przy ruchu obcokrajowców tylko za pozwoleniem – dotyczy to sfery atomistyki i miast zrzeszonych w ramach amerykańsko-rosyjskiej inicjatywy NCI (Nuclear Cities Initiative).
Specjalny status miast zamkniętych mają tzw. naukogrady (Наукоград), podlegające prezydentowi Federacji Rosyjskiej.

### Wykaz ZATO

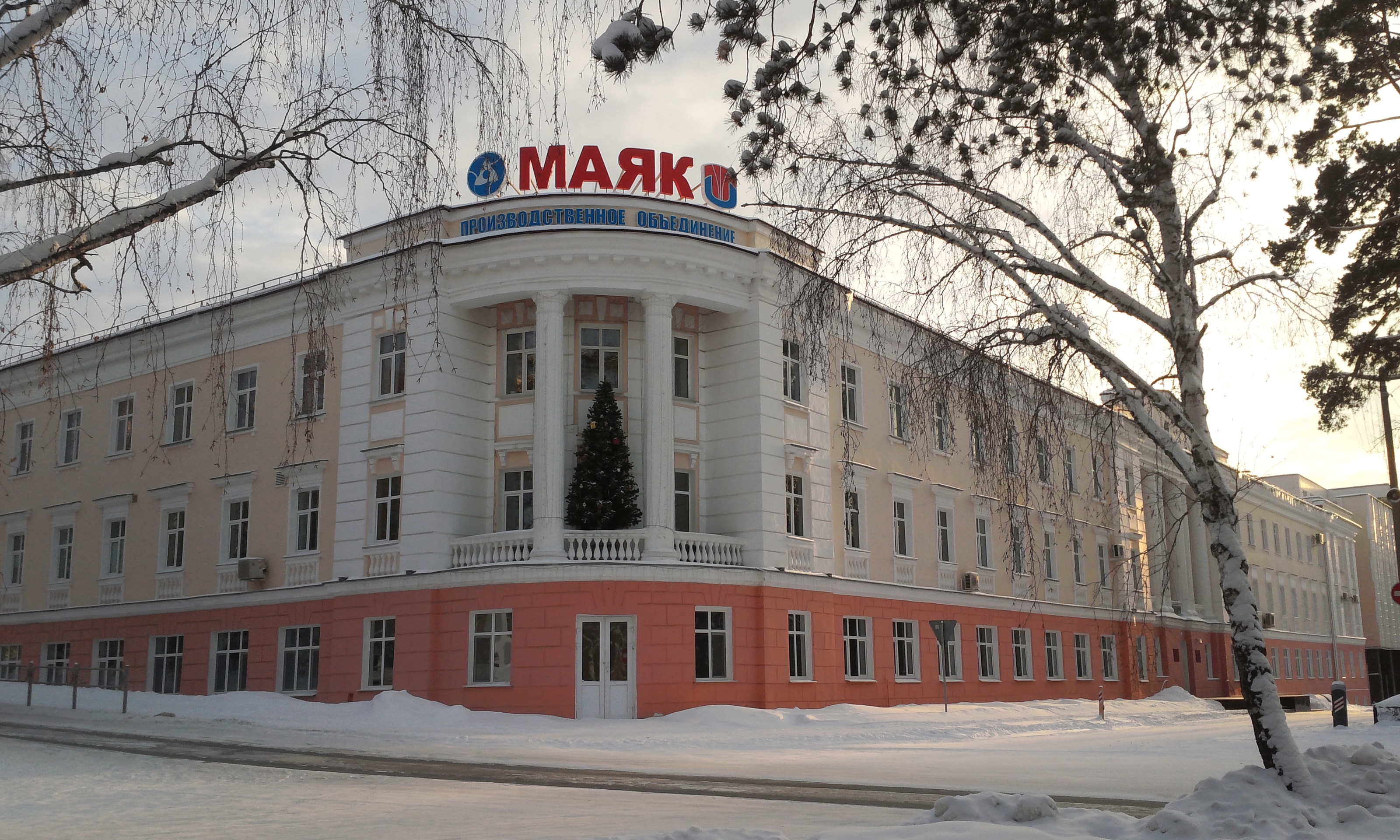
Siedziba zakładu atomowego Majak w Oziorsku.

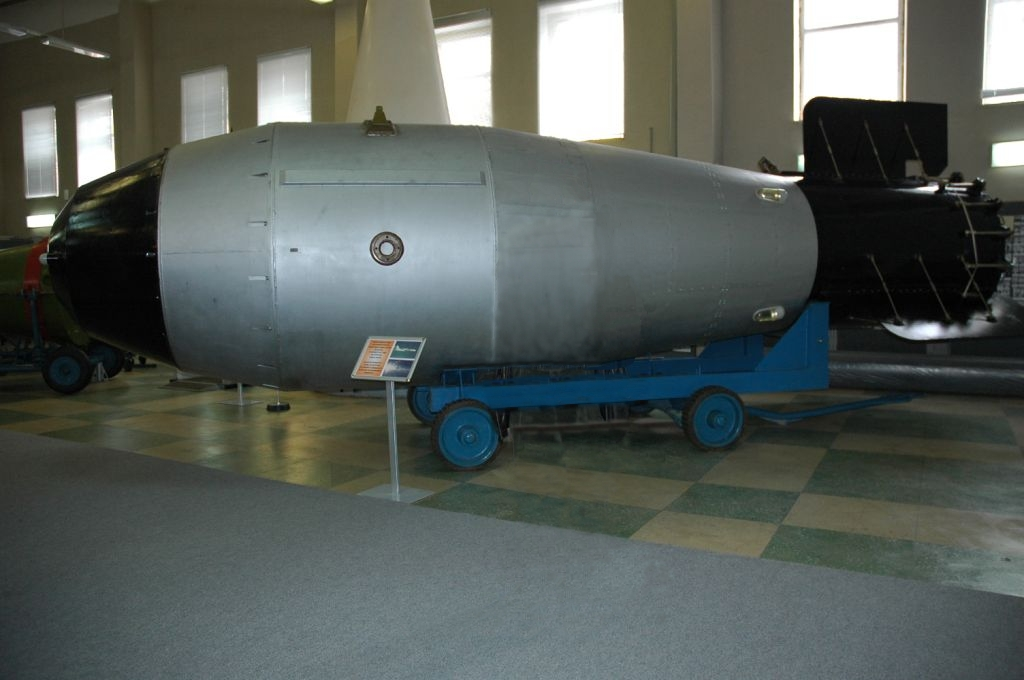
Muzeum broni w Sarowie.

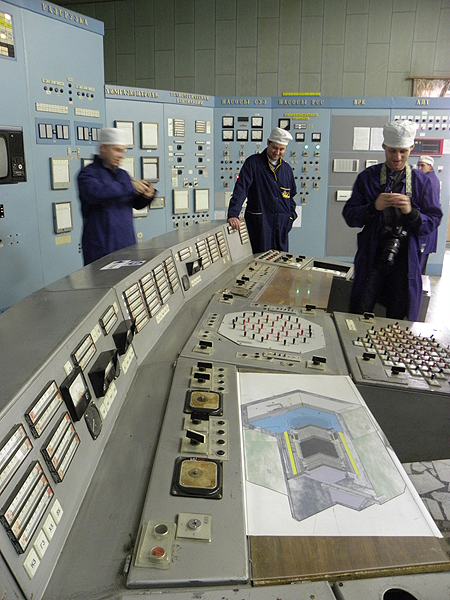
Hala kontroli reaktora EI-2 w Siewiersku.

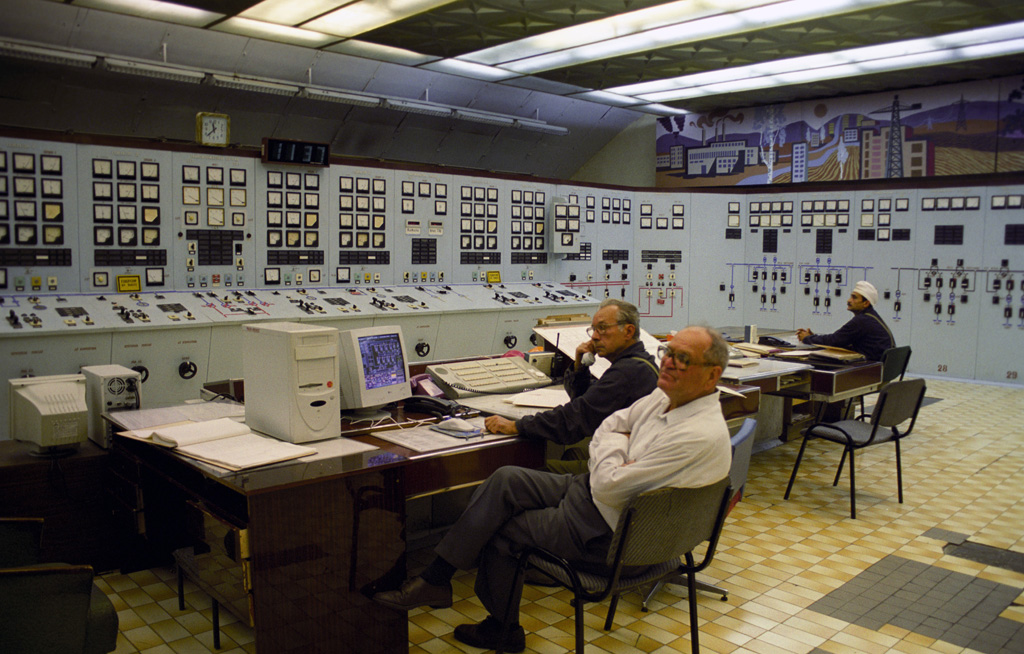
Podziemne centrum energetyczne Kombinatu Górniczo-Chemicznego w Żeleznogorsku. 2002 rok.

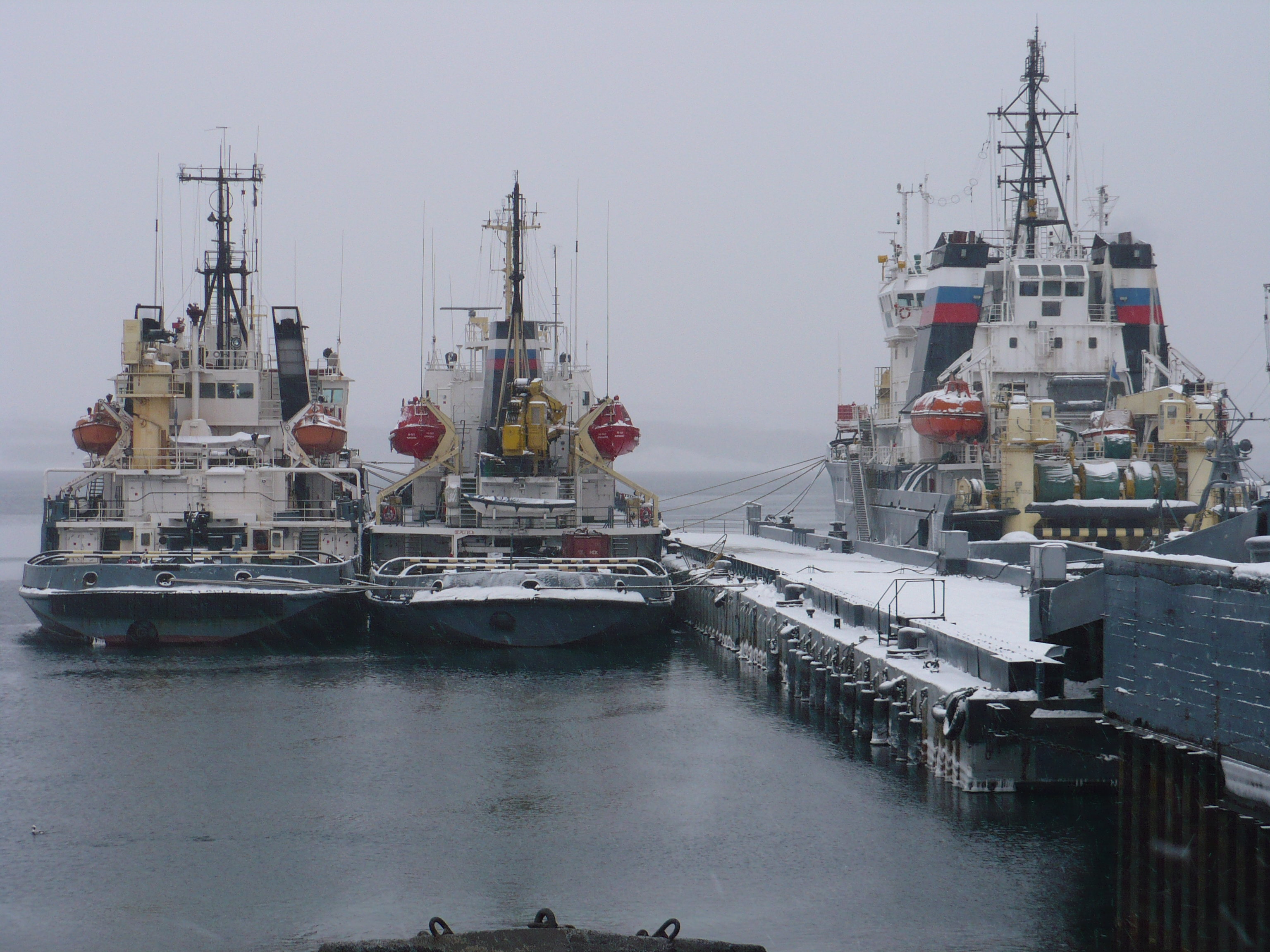
Okręty Floty Północnej w bazie wojskowej w Siewieromorsku.

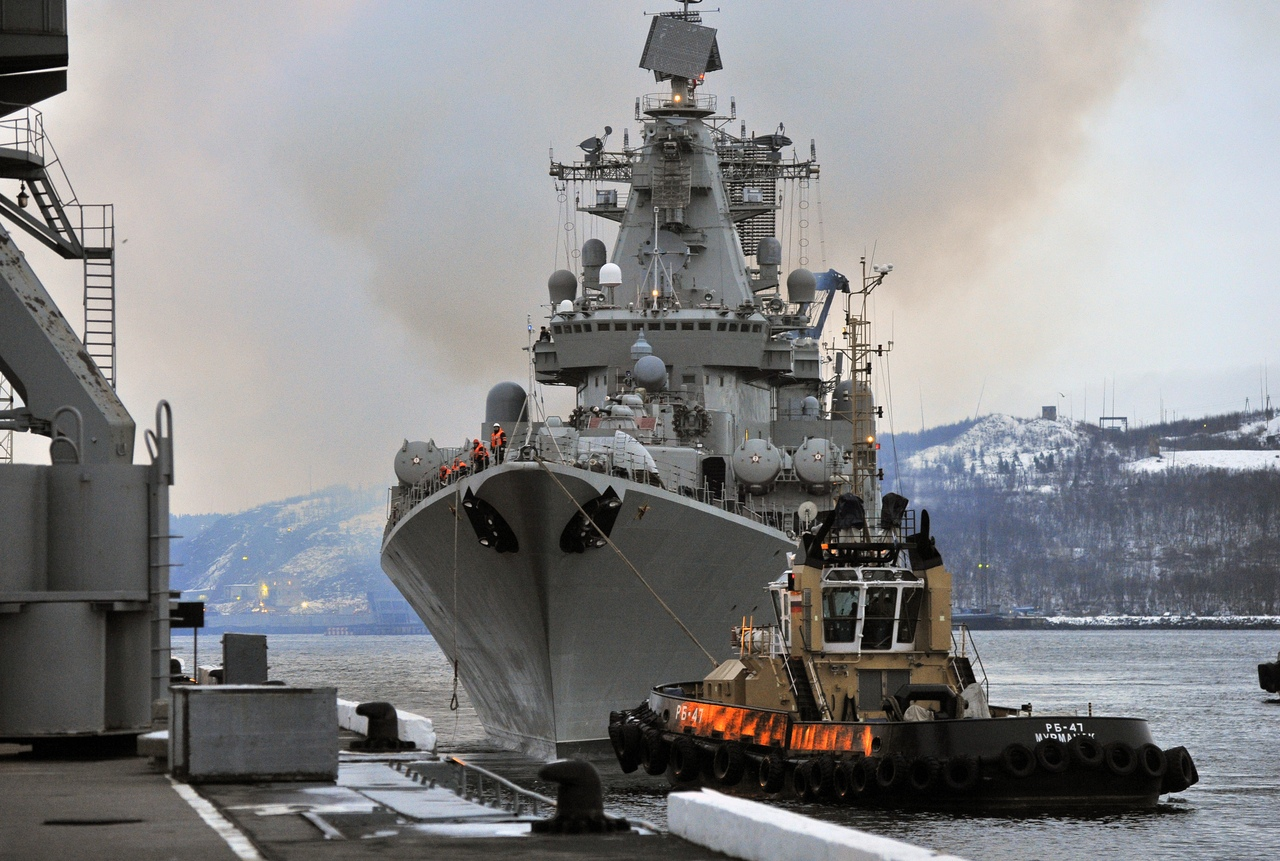
Baza w Siewieromorsku.

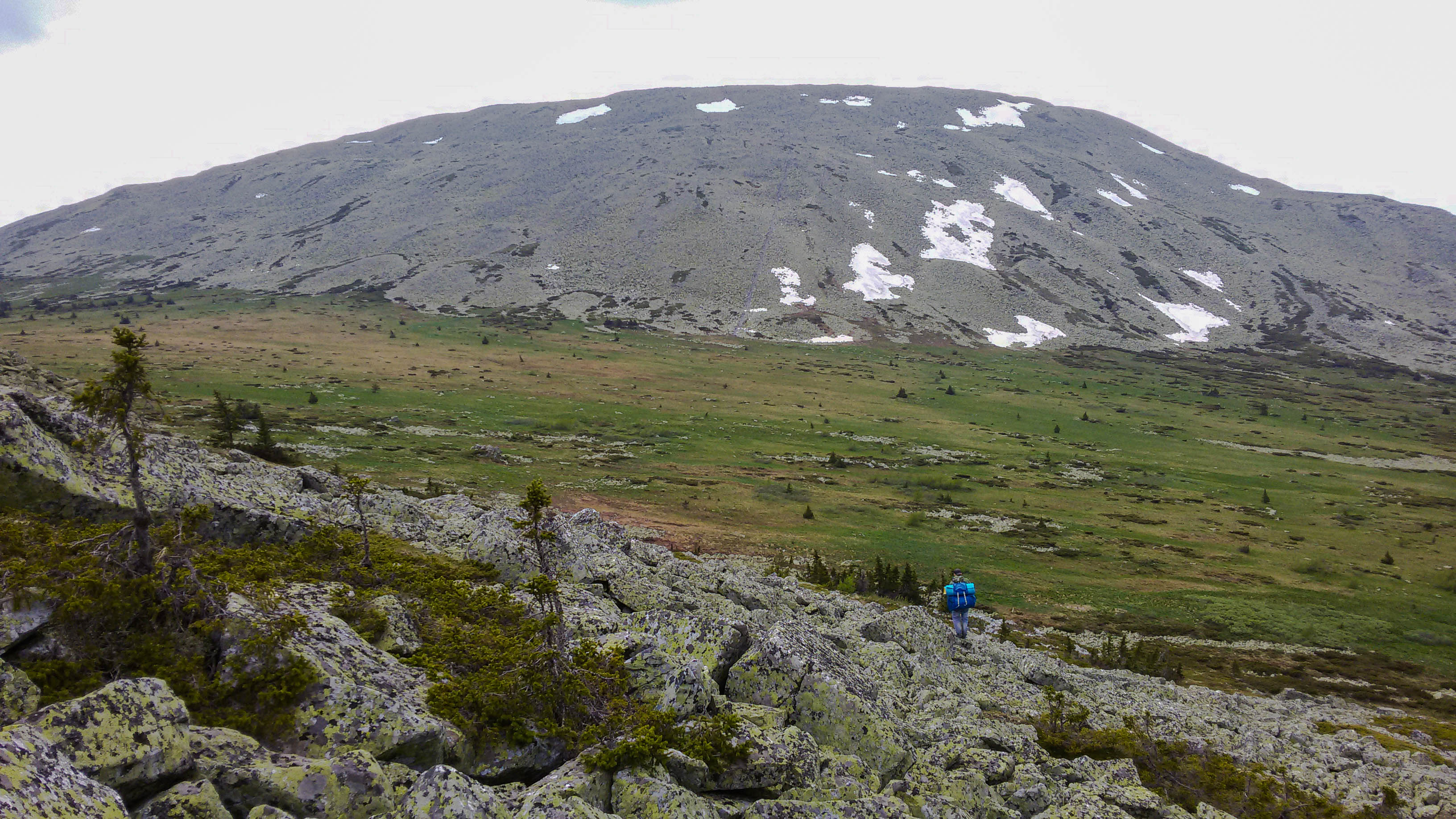
Góra Jamantau przy mieście zamkniętym Mieżgorje.

Na podstawie dekretu rządu Federacji Rosyjskiej z dnia 29 sierpnia 2019 roku na terenie Rosji znajduje się 38 miast, ośrodków lub osiedli typu miejskiego o statusie ZATO.  
Rosyjskie miasta zamknięte można podzielić z uwagi na przeznaczenie oraz podmiot sprawujący władzę nad ZATO. Niezależnie od bezpośredniej podległości ostateczny nadzór leży w gestii Ministerstwa Obrony. 
ZATO Rosatomu (Federalnej Agencji Energii Atomowej):
1. Lesnoj (ros. Лесной) obwód swierdłowski – w mieście znajduje się zakład badania izotopów.
2. Nowouralsk (ros. Новоуральск) obwód swierdłowski – dawniej Swierdłowsk-44. W mieście znajdują się Uralskie Zakłady Elektrochemiczne (dawniej Kombinat 813).
3. Oziorsk (ros. Озёрск) obwód czelabiński – dawniej Czelabińsk-40 lub Czelabińsk-65. Siedziba administracji zakładu atomowego Majak. Z Oziorska wiedzie jedyna droga dojazdowa do Majaku. Tu mieszkają pracownicy zakładu. Miasto ucierpiało w wyniku katastrofy kysztymskiej.
4. Sarow (ros. Саров) obwód niżnonowogrodzki – dawniej Arzamas-16 i Kriemlow. Miasto zamknięte od 1946 roku[12]. W czasach ZSRR pracowano tu nad bronią nuklearną. W mieście znajduje się muzeum broni.
5. Siewiersk (ros. Северск) obwód tomski – dawniej Tomsk-7. Od 1949 roku działały tu zakłady badania uranu i plutonu (Kombinat 816). Od 1997 roku do terenu miasta zamkniętego włączono 3 pobliskie osiedla i dwie wsie. Na terenie ZATO znajduje się reaktor EI-2. W 1993 roku doszło do wybuchu reaktora.
6. Snieżynsk (ros. Снежинск) obwód czelabiński – dawniej Czelabińsk-70. Siedziba Instytutu Fizyki.
7. Triochgornyj (ros. Трёхгорный) obwód czelabiński – dawniej Zlatoust-36. Siedziba fabryki Rosatomu.
8. Zariecznyj (ros. Заречный) obwód penzeński – dawniej Pienza-19. Znajduje się tu zakład produkcyjny „Start” imienia Michaiła Procenki zajmujący się montażem broni jądrowej i zaawansowanej elektroniki.
9. Zielenogorsk (ros. Зеленогорск) Kraj Krasnojarski – dawniej Krasnojarsk-45. W mieście znajdują się zakłady uranowe.
10. Żeleznogorsk wraz z włączonymi do jego terenu osiedlami i wsią (ros. Железногорск) Kraj Krasnojarski – dawniej Krasnojarsk-26. W czasach ZSRR znajdował się tu zakład obróbki plutonu, obecnie zakład produkcji satelitów komunikacyjnych i urządzeń łączności. W Kombinacie Górniczo-Chemicznym, ulokowanym pod ziemią, znajduje się reaktor ADE-2, obecnie nieczynny.

ZATO Roskosmosu:
1. Ciołkowski (ros. Циолковский) obwód amurski – dawniej Uglegorsk. ZATO od 1992 roku, położone w sąsiedztwie kosmodromu Swobodny.
2. Sołniecznyj (ros. Солнечный) obwód twerski – centrum badań i optymalizacji rakiet nośnych.
3. Zwiozdnyj gorodok (ros. Звёздный городок) obwód moskiewski – centrum szkolenia kosmonautów.

ZATO Ministerstwa Obrony Federacji Rosyjskiej i Wojsk Rakietowych Przeznaczenia Strategicznego:
1. Gornyj (ros. Горный) Kraj Zabajkalski – sztab 4 Dywizji Rakietowej.
2. Komarowskij (ros. Комаровский) obwód orenburski – teren 13 Dywizji Rakietowej, wchodzącej w skład 13 Armii Rakietowej, zlokalizowany blisko kosmodromu Dombarowskij.
3. Mołodiożnyj (ros. Молодёжный) obwód moskiewski – centrum łączności satelitarnej.
4. Oziornyj (ros. Озёрный) obwód twerski – teren 7 Dywizji Rakietowej.
5. Pierwomajskij (ros. Первомайский) obwód kirowski – teren jednostki wojskowej nr 44200, wchodzącej w skład Wojsk Rakietowych. Miasto utajnione od 1959 roku. Status ZATO od 1992 roku.
6. Sibirskij (ros. Сибирский) Kraj Ałtajski – dawniej Sibirskij-1. Teren 35 Dywizji Rakietowej. Status ZATO od 1995 roku[13].
7. Sołniecznyj (ros. Солнечный) Kraj Krasnojarski – sztab 62 Dywizji Rakietowej.
8. Swietłyj (ros. Светлый) obwód saratowski – teren 60 Dywizji Rakietowej.
9. Swobodnyj (ros. Свободный) obwód swierdłowski – teren 42 Dywizji Rakietowej, wchodzącej w skład 31 Armii Rakietowej.
10. Uralskij (ros. Уральский) obwód swierdłowski – arsenał.
11. Własicha (ros. Власиха) obwód moskiewski – siedziba sztabu.
12. Woschod (ros. Восход) obwód moskiewski – centrum łączności.
13. Znamiensk (ros. Знаменск) obwód astrachański – poligon.
14. Zwiozdnyj (ros. Звёздный) Kraj Permski – teren 52 Dywizji Rakietowej.

ZATO Rosyjskiej Marynarki Wojennej:
1. Aleksandrowsk (ros. Александровск) wraz z miastami Polarnyj, Gadżyjewo i Snieżnogorsk, obwód murmański – obiekty Floty Północnej.
2. Fokino (ros. Фокино) Kraj Nadmorski – obiekty Floty Oceanu Spokojnego. Do terenu miasta zamkniętego włączono dwanaście pobliskich wsi i osiedli.
3. Ostrownoj (ros. Островной) obwód murmański – obiekty Floty Północnej.
4. Siewieromorsk (ros. Североморск) obwód murmański – obiekty Floty Północnej.
5. Widiajewo (ros. Видяево) obwód murmański – obiekty Floty Północnej.
6. Wiluczinsk (ros. Вилючинск) Kraj Kamczacki – obiekty Floty Oceanu Spokojnego.
7. Zaoziorsk (ros. Заозёрск) obwód murmański – obiekty Floty Północnej.

ZATO wojsk obrony powietrznej: 
1. Krasnoznamiensk (ros. Краснознаменск) obwód moskiewski – centrum sztabu, podlegające Ministerstwu Obrony.
2. Mirny (ros. Мирны) obwód archangielski – ZATO zlokalizowane blisko kosmodromu Plesieck.

ZATO Ministerstwa Przemysłu i Handlu:
- Radużnyj (ros. Радужный) obwód włodzimierski – znajduje się tu Państwowy Naukowo – Badawczy i Doświadczalny Ośrodek Laserowy „Raduga” im. I. S. Kosminowa. W czasach ZSRR testowano w nim bojowe zastosowanie laserów.

ZATO o nieustalonej podległości i spornym przeznaczeniu: 
- Mieżgorje (ros. Межгорье) Baszkortostan – garnizon o nieustalonej podległości. Bezpośrednio związany z bazą wojskową przy górze Jamantau i budowanym w niej schronem.

### Szczególne przypadki

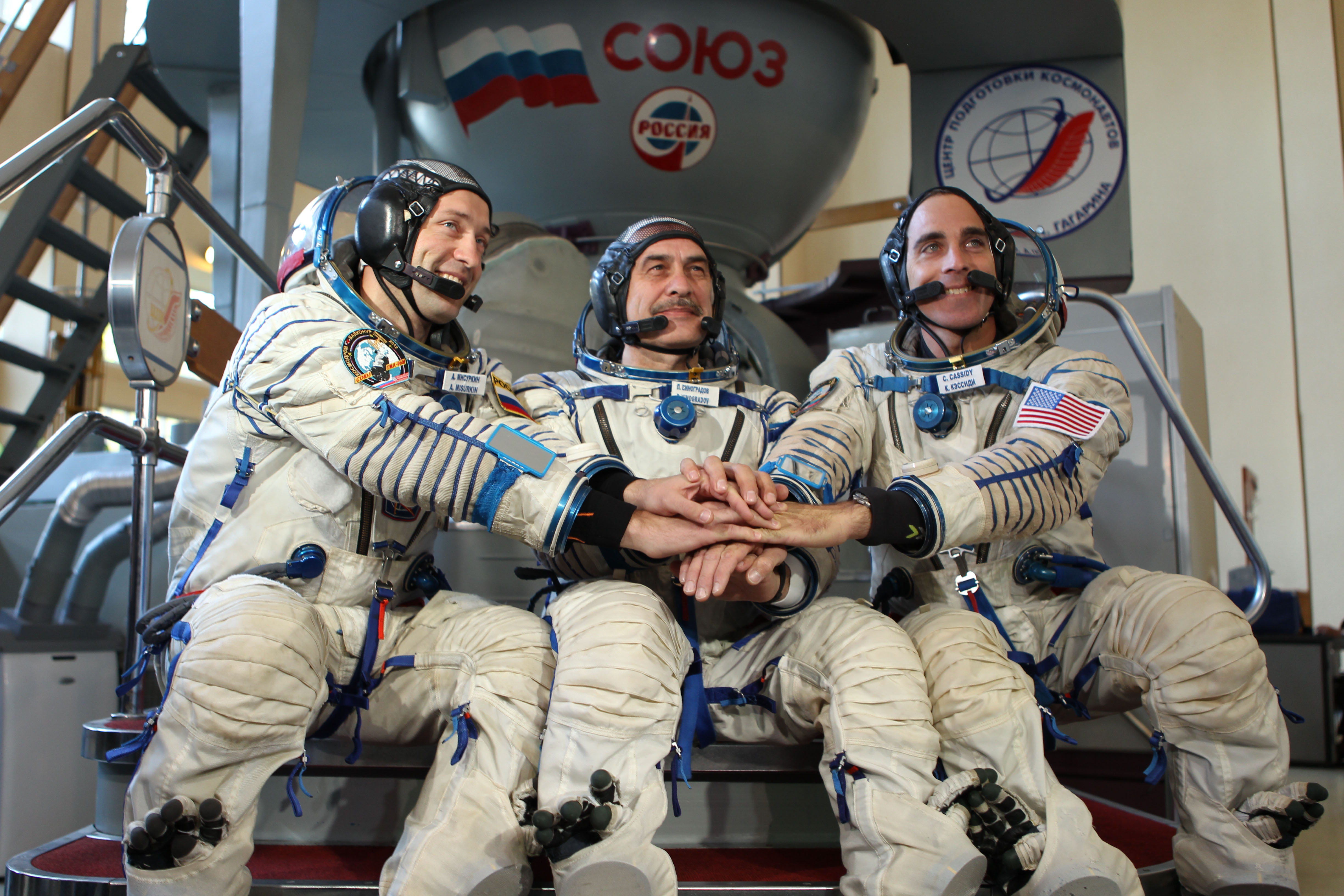
Od lewej: Aleksandr Misurkin (Roskosmos), Pawieł Winogradow (Roskosmos) i Christopher Cassidy (NASA) w Centrum Wyszkolenia Kosmonautów. 2012 rok.

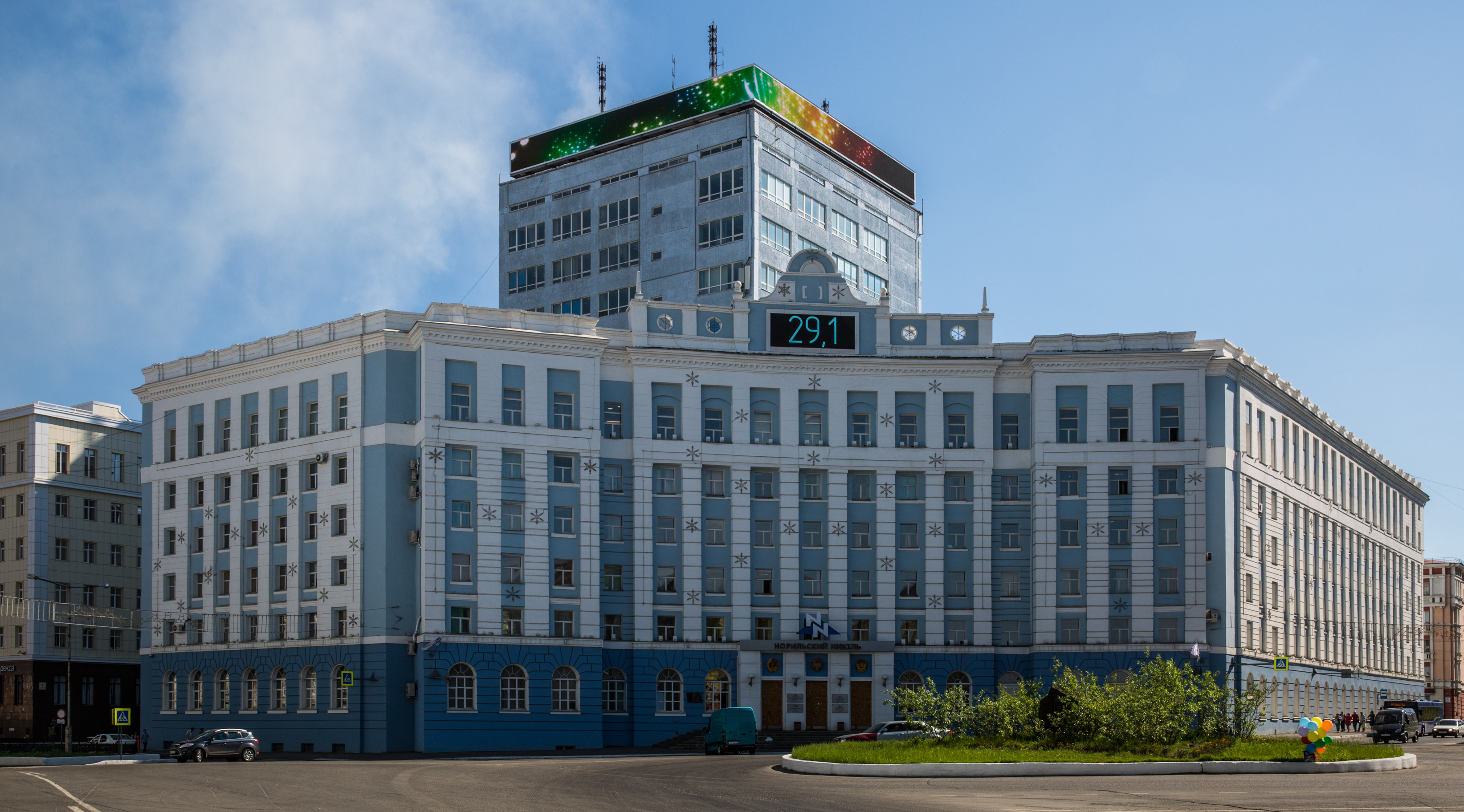
Norylsk. Biuro filii moskiewskiej spółki „Norylski Nikiel”, wydobywającej nikiel i pallad.

Zwiozdnyj gorodok co roku odwiedza ponad 2,5 miliona turystów, którzy zwiedzają Muzeum Centrum Wyszkolenia Kosmonautów im. Jurija Gagarina. Turyści otrzymują przepustki i przebywają tylko w wyznaczonych strefach. Obiekty Roskosmosu można zwiedzać również poprzez wirtualne wycieczki. Zwiozdnyj gorodok (po uzyskaniu przepustki) mogą wizytować obywatele Stanów Zjednoczonych, w tym członkowie korpusu astronautów NASA. 
Mieżgorje to jedyne ZATO na terenie Federacji Rosyjskiej o nieustalonej podległości i przeznaczeniu. Z jawnych dokumentów nie wynika, jaki podmiot sprawuje pieczę nad Mieżgorje i z jakiego powodu miasto jest zamknięte. Choć najprawdopodobniej znajduje się tu schron wojskowy, Ministerstwo Obrony formalnie nie zarządza ZATO. 
Norylsk (Kraj Krasnojarski) – formalnie nie znajduje się w aktualnym wykazie miast zamkniętych, ale podlega przepisom prawnym charakterystycznym dla ZATO. Na podstawie postanowienia prezydenta Federacji Rosyjskiej nr 470 z dnia 4 lipca 1992 roku Norylsk nie może być odwiedzany przez cudzoziemców (wyjątek stanowią obywatele Białorusi). Przebywanie na jego terenie podlega ścisłej kontroli i wymaga przepustki. W niektórych strefach mogą przebywać wyłącznie mieszkańcy. Obowiązuje zakaz fotografowania niektórych obiektów, głównie kopalni należących do spółki "Norylski Nikiel".  
Żeleznogorsk to jedyne miasto zamknięte na terenie Federacji Rosyjskiej, w którym odbyło się demokratyczne referendum odnośnie do statusu miasta. W 1996 roku mieszkańcy Żeleznogorska opowiedzieli się za utrzymaniem ZATO. Obecnie przeprowadzenie analogicznych referendów nie jest możliwe, gdyż zgodnie z obowiązującymi od 2018 roku przepisami decyzje w sprawie statusu ZATO podejmuje rząd.

### Byłe miasta zamknięte

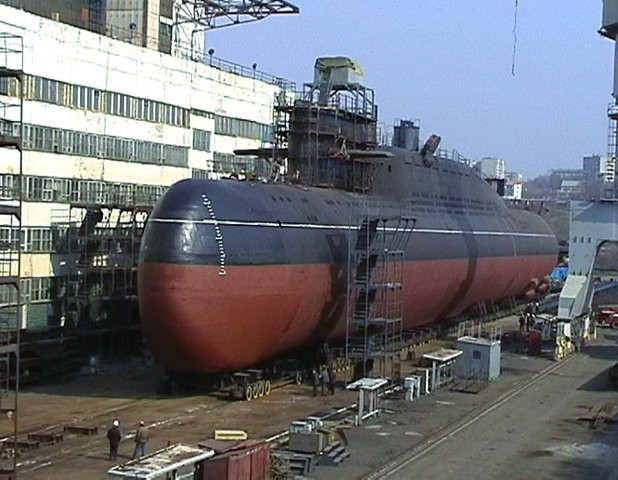
Bolszoj Kamień. Rosyjski okręt podwodny K-433 na terenie zakładu „Gwiazda”.

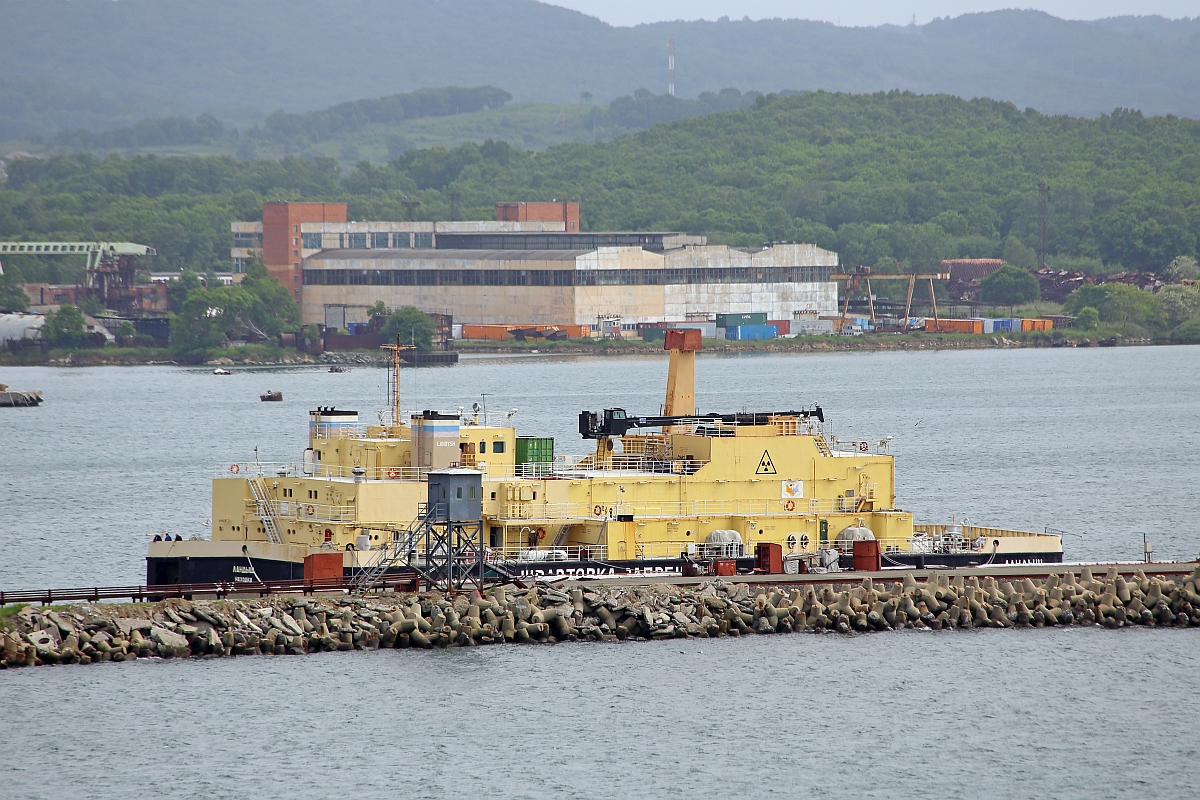
Bolszoj Kamień. Kompleks do przetwarzania i naturalizacji odpadów promieniotwórczych. 2015 rok.

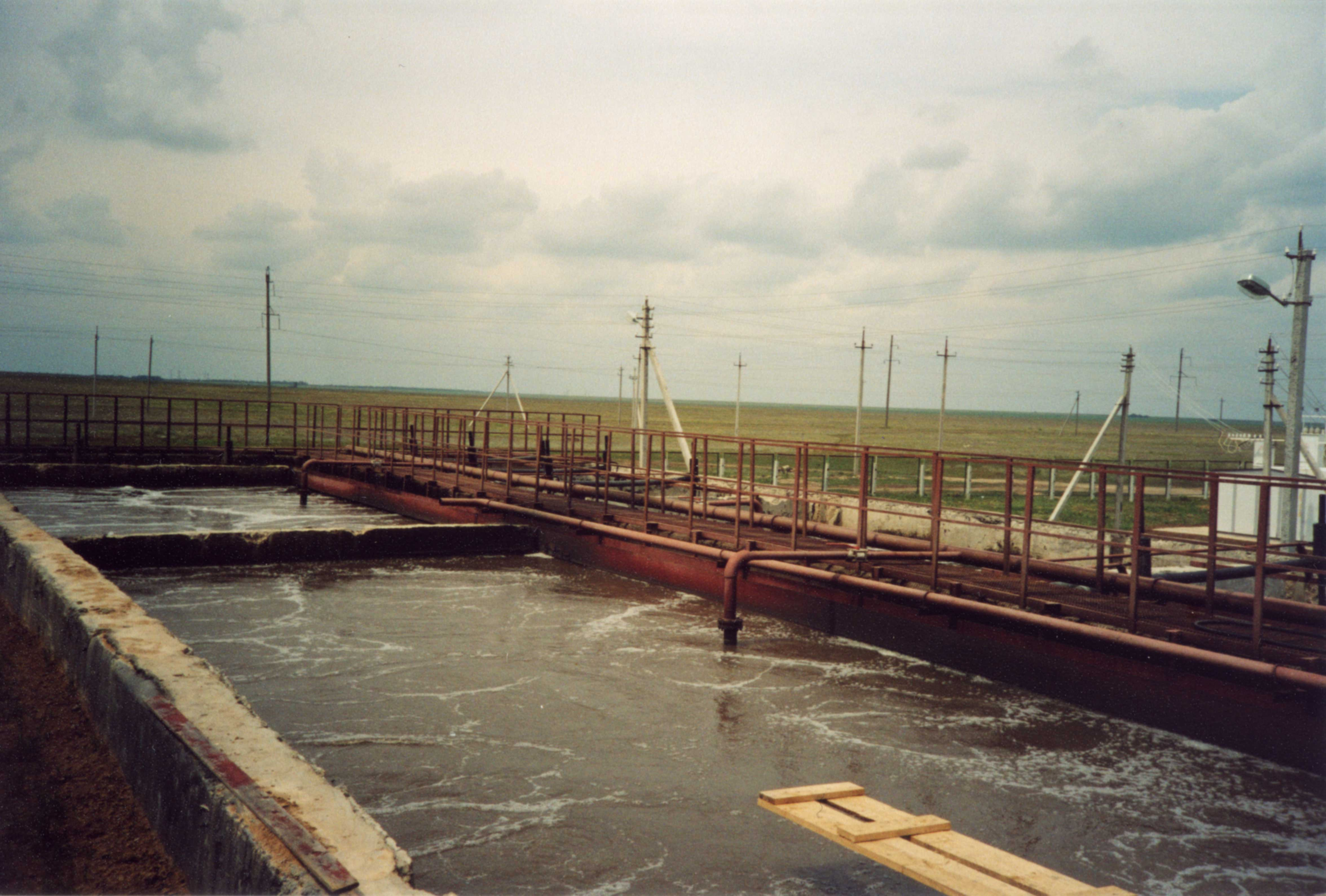
Michajłowskij, 2007 rok. Zbiorniki do neutralizacji (obecnie nieczynne).

Bolszoj Kamień nad Morzem Japońskim (Kraj Nadmorski) – miasto uzyskało status ZATO na podstawie dekretu nr 1043 z 19 lipca 1996 roku. Od 1954 roku działa tu przedsiębiorstwo „Gwiazda”, które zajmuje się naprawą i modernizacją okrętów Floty Pacyfiku. W czasach ZSRR wykonywało prace związane z modernizacją podwodnych wyrzutni rakietowych. Status ZATO zniesiono 1 stycznia 2015 roku na podstawie dekretu nr 602 z 1 września 2014 roku. 
Jasnaja (Kraj Zabajkalski) – dawniej Ołowiannaja-4. ZATO do 1994 roku, baza wojskowa departamentu obrony, teren 47 Dywizji Rakietowej.  
Jubilejnyj (obwód moskiewski) – ZATO w latach 1986–1992. Od lat pięćdziesiątych, jeszcze przed formalnym przyznaniem statusu miasta zamkniętego, Jubilejnyj był chronionym miasteczkiem wojskowym. Działają tu cztery instytuty badawcze Ministerstwa Obrony. W czasach ZSRR zajmowały się badaniami i testami związanymi z budową rakiet. 
Kiedrowyj (Kraj Krasnojarski) – dawniej Krasnojarsk-66. Byłe ZATO Ministerstwa Obrony Federacji Rosyjskiej i Wojsk Rakietowych Przeznaczenia Strategicznego. Teren 36 Dywizji Rakietowej. Od 1 stycznia 2007 roku Kiedrowyj nie jest miastem zamkniętym. 
Liowincy (obwód kirowski) – od lat siedemdziesiątych do 2004 roku ZATO wojskowe o nazwie Kirow-200. Zakład badań nad bronią biologiczną. 
Łokomotiwnyj (obwód czelabiński) – byłe ZATO Ministerstwa Obrony Federacji Rosyjskiej i Wojsk Rakietowych Przeznaczenia Strategicznego. Teren 59 Dywizji Rakietowej. Status ZATO od 1992 roku, zniesiony dekretem prezydenta Władimira Putina od 1 stycznia 2017 roku. 
Michajłowskij osiedle typu miejskiego (obwód saratowski) – na podstawie dekretu prezydenta nr 1347 z 13 listopada 2003 roku miało status ZATO, który zniesiono w 2018 roku. Znajdowały się tu zakłady neutralizujące substancje toksyczne. 
Obolensk (obwód moskiewski) – ZATO do 1994 roku. Znajduje się tu Instytut Mikrobiologii (dawniej W-8724). W czasach ZSRR prowadził badania na potrzeby wojska. 
Prioksk (obwód moskiewski) – dawniej Stupino-7. W mieście znajdują się obiekty wojskowe. Status ZATO obowiązywał od początku lat dziewięćdziesiątych, został zniesiony 1 stycznia 1999 roku.
Podgornyj (Kraj Krasnojarski) – dawniej Krasnojarsk-35, osiedle o statusie ZATO, obecnie zostało włączone do terenu miasta zamkniętego Żeleznogorsk. 
Szychany (obwód saratowski) – dawniej Wolsk-18 lub Szychany-2. W latach 1926–1933 w Szychanach znajdowało się niemieckie centrum broni chemicznej Tomka, następnie radziecka baza wojskowa i poligon wojsk chemicznych. Od 1961 roku działał tu instytut chemiczny, prowadzący badania na potrzeby armii radzieckiej. Miasto zamknięte od 1998 roku. Na podstawie dekretu nr 424 z 17 lipca 2018 roku status ZATO został zniesiony. Obecnie znajduje się tu poligon wojsk rosyjskich.
Wułkannyj osiedle typu miejskiego w Kraju Kamczackim – dawniej Mirnyj lub Pietropawłowsk Kamczacki-35, założone w 1955 jako miasteczko wojskowe, ZATO od 1992 roku. Znajdowała się tu baza naukowo-badawcza Ministerstwa Obrony (Instytut 4) i jednostka wojskowa 14086. Prowadzono analizy i testy na potrzeby radzieckiej kosmonautyki. Personel Instytutu 4 dokonał obliczeń na potrzeby lotu satelity Sputnik 2 z psem Łajką na pokładzie, następnie na potrzeby lotu Sputnika 5 z Biełką i Striełką na pokładzie. Na terenie Instytutu 4 znajdowała stacja komunikacyjna, która 12 kwietnia 1961 roku nawiązała połączenie z Jurijem Gagarinem podczas lotu na statku Wostok 1. W 1999 roku status ZATO został zniesiony na podstawie dekretu prezydenta z 1998 roku. 
Zwiozdnyj (republika Kabardo-Bałkaria) – dawniej Nalczik-20, miasteczko wojskowe, ZATO do rozpadu ZSRR, były arsenał. 

## ZATO w innych krajach

### Azerbejdżan

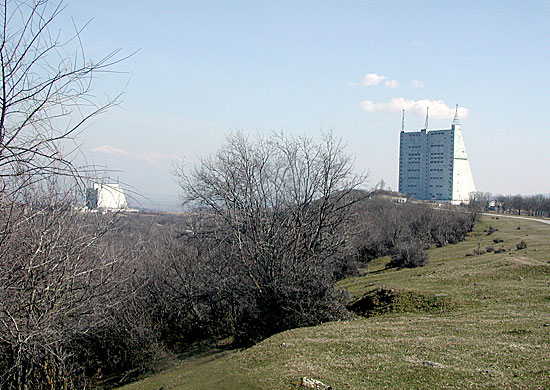
Stacja radarowa Gabala.

Przed rozpadem ZSRR status ZATO posiadał teren wokół bazy radarowej, zlokalizowanej w północnym Azerbejdżanie, około 11 km od miasta Qəbələ, stolicy rejonu Qəbələ. W Rosji baza funkcjonuje pod nazwami Stacja Radarowa Gabala lub Gabala-2 (ros. Габалинская радиолокационная станция lub Габала-2, ang. Gabala Radar Station). Budowano ją w latach 1977–1985, służyła wczesnemu wykrywaniu ataku rakietowego. Wówczas znajdowała się na terenie Azerbejdżańskiej Socjalistycznej Republiki Radzieckiej, wchodzącej w skład ZSRR. 
Baza jest nieczynna od 2012 roku. Status ZATO zniesiono. 

### Białoruś
W czasach ZSRR status ZATO miało miasto Wilejka, do dziś znajduje się tu Centrum Łączności Marynarki Wojennej Floty Bałtyckiej oraz Hancewicze (wówczas nazywane Kleck-2) w obwodzie brzeskim. W pobliżu Hancewicz mieści się radar i stacja radiolokacji. 
Obecnie na terenie Białorusi nie ma miast zamkniętych. 

### Estonia

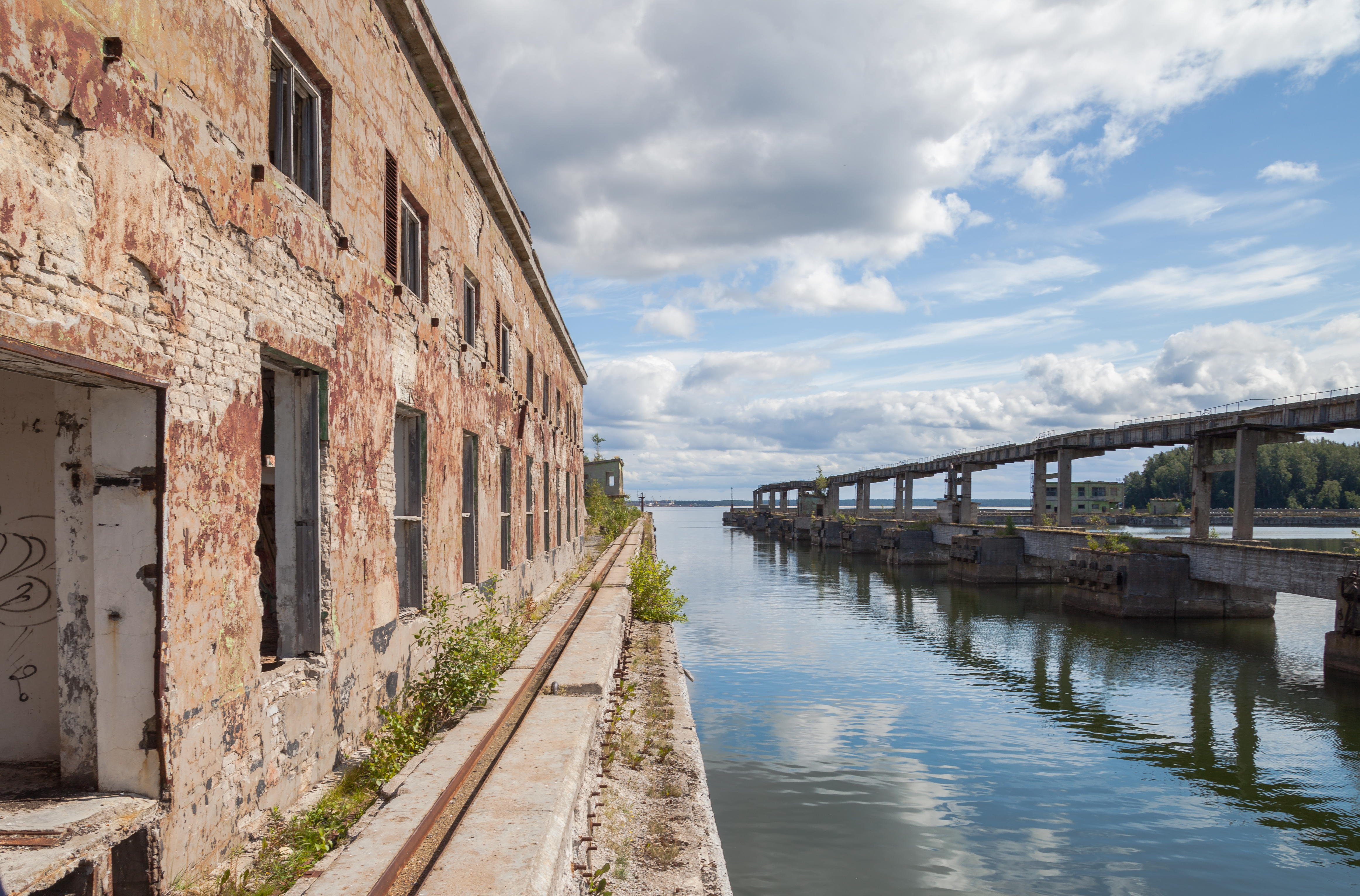
Hara. Opuszczona baza radzieckich okrętów podwodnych.

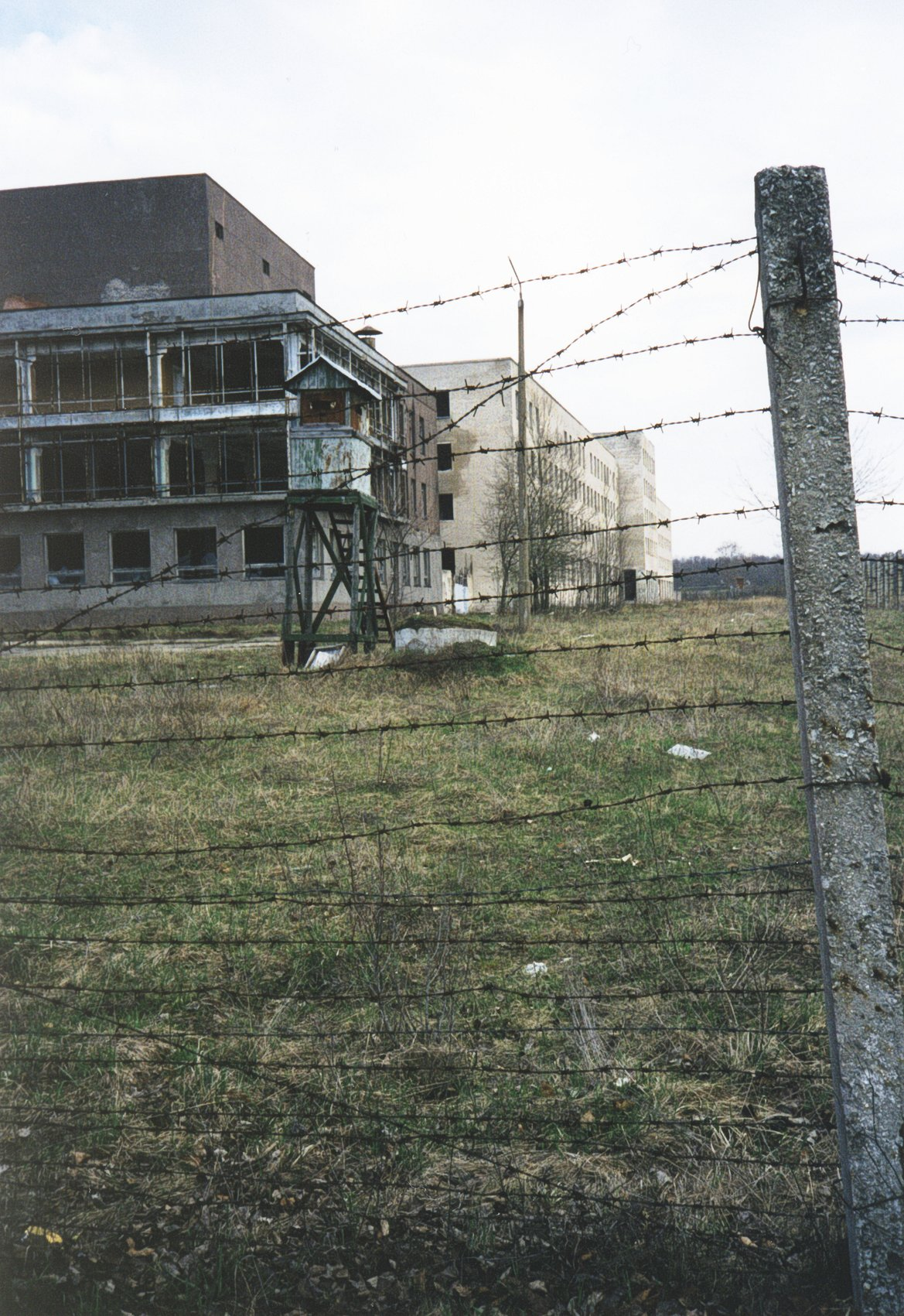
Paldiski. Opuszczony ośrodek szkoleniowy. 1999 rok.

W czasach ZSRR na terenie Estońskiej Socjalistycznej Republiki Radzieckiej znajdowały się miasta zamknięte departamentu obrony:  
Hara w gminie Kuusalu – baza okrętów podwodnych, wybudowana w latach 1956–1958, centrum naukowo-badawcze marynarki oraz morski poligon doświadczalny floty ZSRR. Baza funkcjonowała do rozpadu Związku Radzieckiego. Status ZATO zniesiono po opuszczeniu obiektów przez wojsko rosyjskie w 1993 roku. 
Paldiski –  była baza wojskowa „Podplaw” dla okrętów podwodnych z ośrodkiem szkoleniowym załóg Marynarki Wojennej ZSRR, wybudowanym w latach 1962–1963. W Paldiskach znajdowała się jedyna placówka kształcąca kadry okrętów podwodnych na terenie ZSRR, z uwagi na rozmiary zwana „Pentagonem”. Stacjonowała tu jednostka wojskowa nr 56190. Personel cywilny i wojskowy liczył 16 tys. osób. W 1989 roku wojska rosyjskie opuściły miasto. Do 1993 roku Paldiski były niedostępne dla cywilów. 
Obecnie znajduje się tu baza estońskiej marynarki wojennej. Były ośrodek szkoleniowy nie jest używany. 
Port lotniczy Ämari w miejscowości Vasalemma – baza lotnicza powstała w 1945 roku, na potrzeby radzieckich samolotów myśliwsko-bombowych. W latach 1967–1984 stacjonował tu 88 Pułk Lotniczy ZSRR, operujący maszynami: MiG-17, następnie MiG-21 i MiG-27. Port lotniczy miał status ZATO do rozpadu ZSRR. Na mocy międzynarodowego porozumienia z 1996 roku stał się własnością Estonii. 
Współcześnie port lotniczy Ämari jest terenem o ograniczonym dostępie dla cywilów. Znajduje się tu baza Estońskich Sił Powietrznych, z której korzystają również maszyny krajów NATO i Stanów Zjednoczonych.
Sillamäe – dawniej Narwa-10 i Leningrad-1, miasto zamknięte w latach 1947–1991. W 1946 roku podjęto decyzję o utworzeniu w tym miejscu zakładu wydobycia i przetwórstwa uranu (tak zwany Kombinat-7). Zaopatrywał inne obiekty departamentu obrony w produkty i części niezbędne do badań i tworzenia broni. Stacjonowała tu jednostka wojskowa 77960.

### Kazachstan
Na terenie Kazachstanu status zamkniętego miasta posiada Bajkonur (w czasach ZSRR nazywane Lenińsk) z uwagi na bliskość kosmodromu Bajkonur. Jest częścią Kazachstanu długoterminowo wynajmowaną i administrowaną przez Rosję (na podstawie umowy z 2004 roku ważnej do 2050), w większości obowiązuje tu prawo rosyjskie i mieszkają pracownicy kosmodromu, głównie Rosjanie. Ponadto miastem zamkniętym jest Prioziorsk w obwodzie karagandyjskim, miasteczko wojskowe i poligon.

### Kirgistan

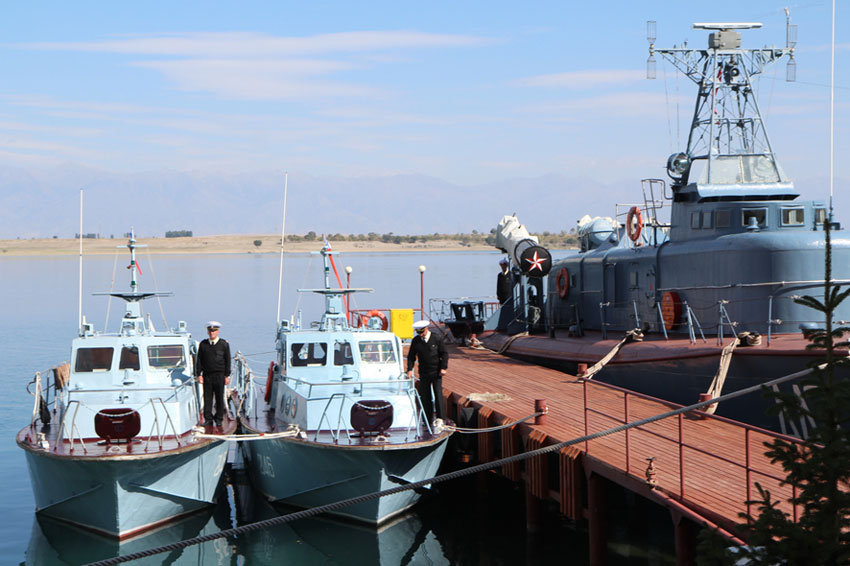
Baza przy jeziorze Issyk-kul.

W czasach ZSRR status ZATO posiadało miasto Karakoł, leżące wówczas na terenie Kirgiskiej Socjalistycznej Republiki Radzieckiej. Od 1955 roku w pobliskim jeziorze Issyk-kul Marynarka Wojenna ZSRR prowadziła badania nad torpedami przeciw okrętom podwodnym. Obecnie bazę wojskową, wykorzystują wojska rosyjskie. Status ZATO zniesiono, baza chroniona jest w sposób typowy dla obiektów wojskowych. 
Status ZATO posiadało również miasto Majłuu-Suu, zlokalizowane przy kopalni uranu, działającej w latach 1946–1967.

### Łotwa
W czasach ZSRR statusem ZATO objęte były następujące miejscowości:
- wieś Tērvete, w obrębie której na początku lat sześćdziesiątych znajdowała się baza wojskowa, lotnisko polowe i kompleks dla rakiet typu Dźwina[58][59][60]. Baza została opuszczona po rozpadzie Związku Radzieckiego. Obecnie nie jest używana.
- wieś Zalitie (ros. За́лите), w której znajdował się kompleks rakietowy[60],
- miasto Lipawa nad Morzem Bałtyckim (baza marynarki)[61].

Obecnie na terenie Łotwy nie znajdują się miasta zamknięte.

### Mołdawia(Naddniestrze)
Status ZATO miała wieś Kiełbaśna (ros. Колбасна), w której znajdował się arsenał armii ZSRR. Od lat czterdziestych budowano tu magazyny wojskowe, w których przechowywano broń i amunicję, wywiezioną z terenów Czechosłowacji oraz NRD po wycofaniu wojsk radzieckich. Na początku lat dziewięćdziesiątych przechowywano tu 43,5 tys. ton amunicji. 
Status ZATO zniesiono po rozpadzie ZSRR. W 1999 roku na szczycie OBWE Rosja zobowiązała się do uprzątnięcia arsenału i zabrania sprzętu wojskowego z byłego ZATO Kiełbaśna. W 2000 roku w magazynach (wciąż należących do Rosji) znajdowało się ok. 42 tys. ton broni, amunicji i sprzętu wojskowego. 
W latach 2000–2004 połowa została przetransportowana na teren Federacji Rosyjskiej lub zniszczona z uwagi na przestarzałą technologię. 

### Polska
W Polsce miasta zamknięte związane były z przebywaniem wojsk Związku Radzieckiego i jego bazami wojskowymi w ramach tzw. Północnej Grupy Wojsk. Najbardziej znanymi przykładami były Borne Sulinowo i Świętoszów, zajęte przez wojska radzieckie m.in. na mocy „Umowy o statusie prawnym wojsk radzieckich czasowo stacjonujących w Polsce” z 17 grudnia 1956. W 1966 wojska radzieckie stacjonowały w 76 miejscowościach, w listopadzie 1989 wojska radzieckie użytkowały 6300 różnych budynków, w tym 1400 mieszkalnych, 13 lotnisk wojskowych (w tym pięć zapasowych), 1 bazę morską w Świnoujściu, 23 bocznice kolejowe o łącznej długości 64 km, a także 4 poligony wojskowe zajmujące razem 58 000 ha – razem około 70 000 ha obszaru Polski. W okresie od 8 kwietnia 1991 do 17 września 1993 zostały wycofane wszystkie oddziały rosyjskie z Polski.
Miastem częściowo zamkniętym – ze względu na przejazd lądem przez tereny wojskowe – był do 1992 Hel. Osoby niebędące mieszkańcami miały prawo wjazdu samochodem prywatnym jedynie na zaproszenie, za specjalną przepustką. Przy wjeździe na drogę do Helu (w Juracie) był postawiony szlaban i wartownia, drugi mieścił się bezpośrednio przed wjazdem do miasta. Podróż do Helu pociągiem lub autobusem PKS nie wymagała przepustek.

### Stany Zjednoczone

#### Zimna wojna
Ograniczenia dotyczące podróżowania i zwiedzania obowiązywały w latach 1957–1962 i dotyczyły obywateli ZSRR lub w niektórych przypadkach również obywateli innych państw bloku wschodniego. 
W 1955 roku Departament Stanu stworzył listę obiektów, których nie wolno było fotografować obywatelom Związku Radzieckiego. Obejmował m.in. porty, fabryki, jednostki wojskowe, elektrownie i urządzenia łączności. Zakazano również wykonywania fotografii z pokładów samolotów i odwiedzania niektórych miejsc. Oficjalnie Rosjanie nie zamykali wjazdu do swoich miast obywatelom USA. Faktycznie: do 1991 roku nie informowali o istnieniu miast zamkniętych. Doszło do paradoksu. W wyniku restrykcji Związek Radziecki zarzucił USA nieliberalne i niedemokratyczne podejście oraz utrzymywanie żelaznej kurtyny. Sprawa została omówiona w „Raporcie o bezpieczeństwie narodowym” sporządzonym w Waszyngtonie 26 marca 1955 roku. 
11 listopada 1957 roku rząd Stanów Zjednoczonych wytyczył tereny, na które nie wolno było wjeżdżać obywatelom Związku Radzieckiego, którzy odwiedzili kraj z sowieckim paszportem. Obejmowały one blisko 30% powierzchni USA, w tym cały stan Waszyngton, Long Island, północną Kalifornię i większość wschodniego wybrzeża Florydy. Do miast wyłączonych spod rygoru wytyczono drogi dojazdowe. Mapa została wydana w 1958 roku. 
W 1962 roku prezydent John F. Kennedy zniósł obostrzenia z 1957 roku, jednak do końca zimnej wojny utrzymano zakazy dla radzieckich dziennikarzy. 

#### Sytuacja obecna

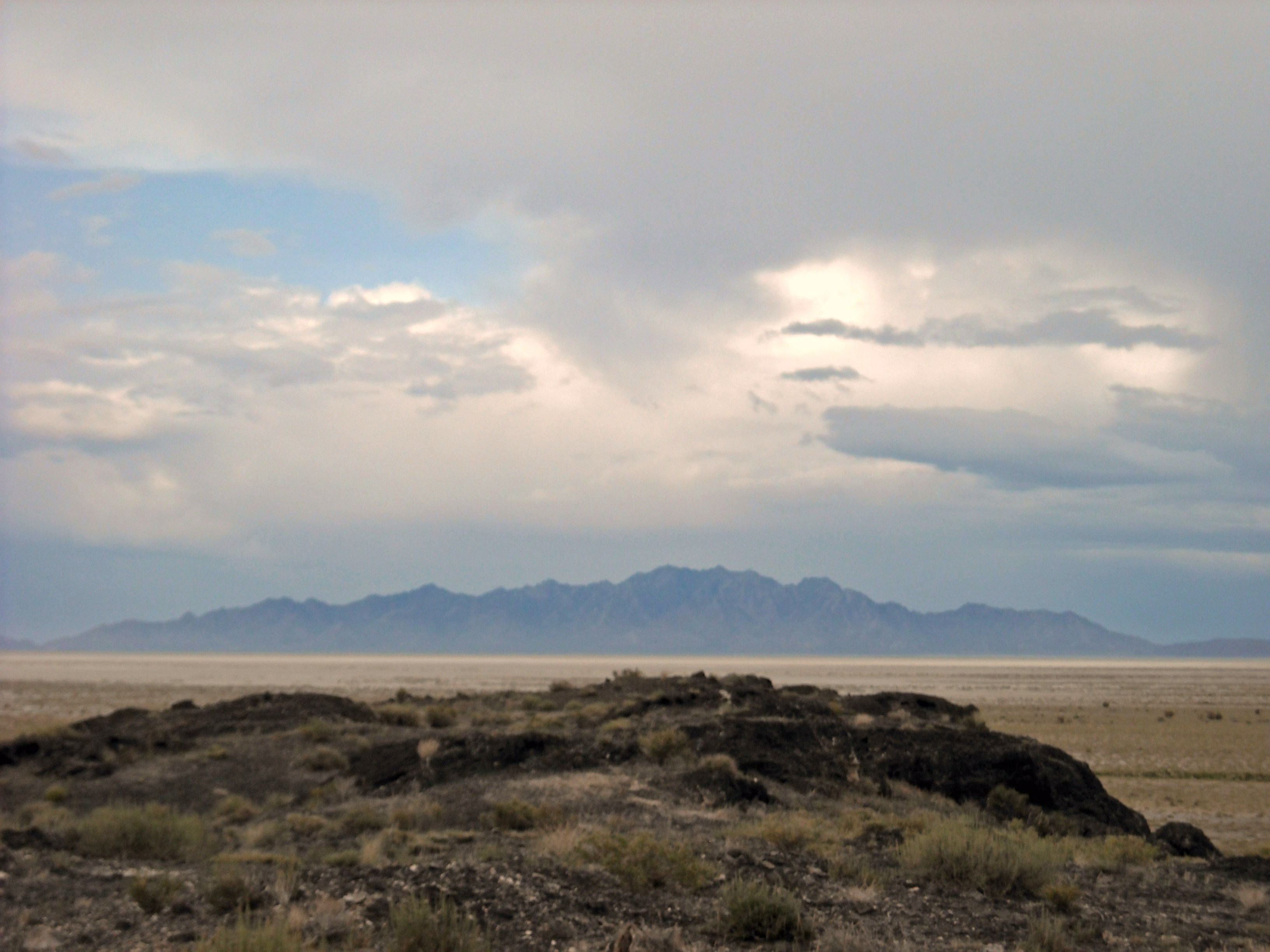
Poligon Dugway Proving Ground.

W Stanach Zjednoczonych nie funkcjonują typowe miasta zamknięte. Niektóre tereny z uwagi na strategiczne znaczenie militarne są objęte większą kontrolą i restrykcjami. Przykładem jest poligon w Dugway, w stanie Utah (na podstawie regulacji o kontroli z dnia 17 października 2014 roku) oraz Los Alamos w Nowym Meksyku. 
Wjazdy osób postronnych na tereny wojskowe podlegają typowym ograniczeniom. 

### Tadżykistan

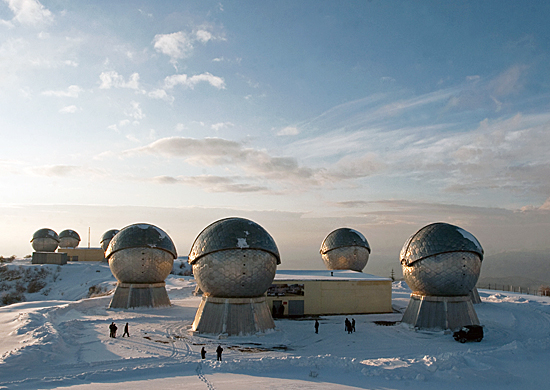
Centrum wojskowe projektu „Okno” w pobliżu miasta Norak.

Status zamkniętego miasta ma Norak, położony blisko rosyjskiego centrum wojskowego o kryptonimie „Okno”, służącego do monitorowania ruchów satelitów oraz drobnych obiektów, które potencjalnie mogą stanowić zagrożenie dla samolotów. Kompleks był budowany jeszcze w czasach ZSRR od 1979 roku. Od 16 marca 2004 roku obowiązują tu przepisy charakterystyczne dla miast zamkniętych. Właścicielem kompleksu jest Federacja Rosyjska na mocy umowy z 2004 roku. 
W czasach ZSRR status ZATO posiadało miasto Buston w północnym Tadżykistanie (wcześniej znane jako Czkałowsk). Tu wyprodukowano pierwszą sowiecką bombę atomową i uruchomiono pierwszy reaktor atomowy. 
Na mapach wojskowych Buston oznaczano jako Leninabad-30 lub Leninabad-34. Status ZATO miasta Buston zniesiono po rozpadzie ZSRR.

### Ukraina

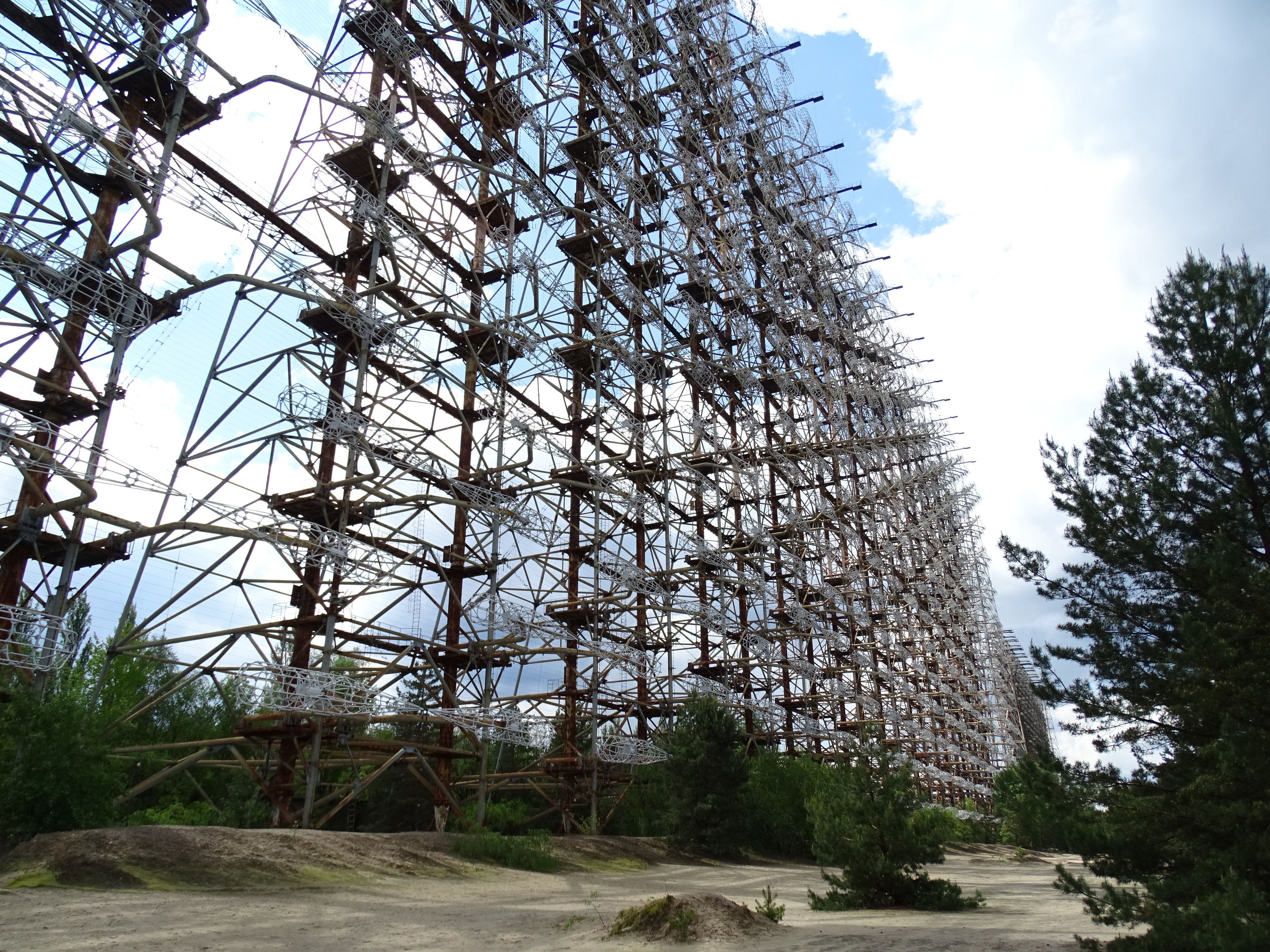
Instalacja radaru pozahoryzontalnego Duga w pobliżu Czarnobyla.

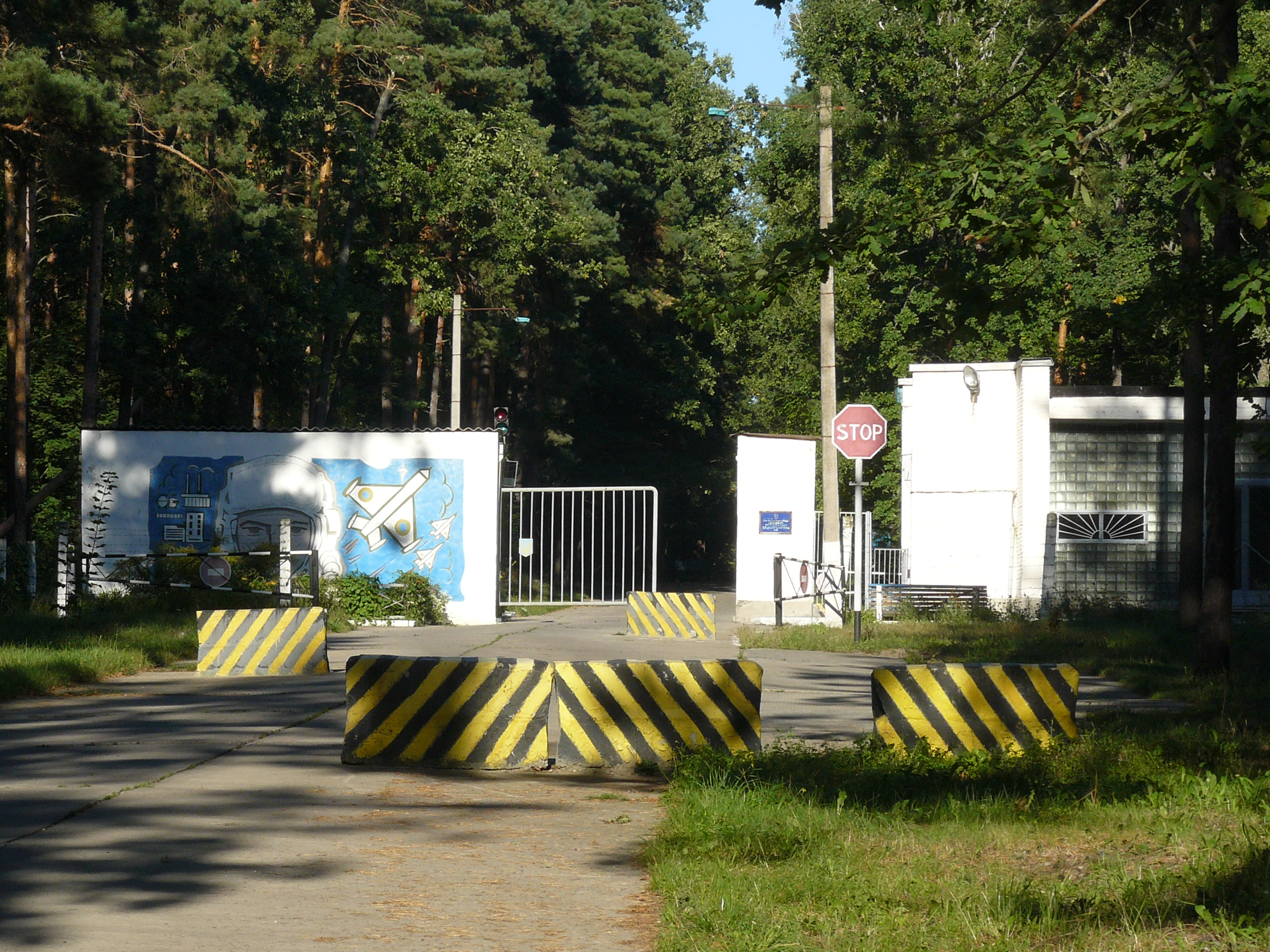
Brama wjazdowa do Gorodka.

Obecnie na terenie Ukrainy nie ma miast zamkniętych. W czasach ZSRR status ZATO posiadały miejscowości związane z departamentem obrony. 
Dniepr, obwód dniepropetrowski – od lat pięćdziesiątych miasto zamknięte z uwagi na zakłady KB Jużnoje, następnie przekształcone w Jużmasz, które zajmowały się produkcją części i zespołów na potrzeby budowy rakiet oraz prowadzeniem badań w tym zakresie. W 1959 roku wprowadzono zakaz wjazdu do miasta dla cudzoziemców. Dniepr był największym zamkniętym miastem Ukrainy pod względem liczby ludności. 
Czarnobyl-2, obwód kijowski – od lat siedemdziesiątych do rozpadu ZSRR statusem ZATO było objęte miasteczko garnizonowe jednostki wojskowej nr 74939 odpowiadającej za obsługę znajdującej się na terenie miasteczka instalacji radaru pozahoryzontalnego Duga, obecnie nieużywana. Obszar ten figurował na radzieckich mapach jako obóz pionierski choć sam obiekt radarowy oficjalnie nazywany był w węzłem komunikacji radiowej. 
Gorodok (ukr. Городок), rejon żytomierski – dawniej Makarow-1, miasteczko wojskowe, założone w 1969 roku, były garnizon wojsk rakietowych. ZATO do rozpadu ZSRR, obecnie teren wojskowy Ukrainy. 
Lubecz, obwód czernihowski – 7 km. od miasta znajdowała się antena zbudowana na potrzeby projektu Duga. Pobliski teren (zamknięty, miasteczko wojskowe i garnizon) figurował na radzieckich mapach jako kurort wypoczynkowy o nazwie Lubecz-1 (ros. Любеч-1). 
Kaliniwka (ukr. Калинівка), obwód mikołajowski – we wsi znajdowała się antena odbiorcza projektu Duga, której budowę rozpoczęto w 1966 roku. Kalinowka była zamkniętym terenem wojskowym do rozpadu ZSRR. Na radzieckich mapach wojskowych wieś oznaczano jako Kalinowka (ros. Калиновка). 
Łucz (ukr. Луч), obwód mikołajowski – we wsi znajdowała się druga antena odbiorcza zbudowana na potrzeby projektu Duga, oddalona około 30 km od wsi Kaliniwka. Teren ZATO do rozpadu ZSRR. 
Uzyn, obwód kijowski – była radziecka baza wojskowa, zbudowana w 1955 roku, teren 106 Dywizji Lotniczej. W 1956 roku lotnisko wojskowe przyjęło pierwszy samolot. Do rozpadu ZSRR miasto zamknięte. Następnie baza była używana przez wojska Ukrainy. 
Żółte Wody, obwód dniepropetrowski – w 1951 roku uruchomiono tu „Wostoczno Gorno-Obogatitielnyj Kombinat” (dawniej Kombinat 9 lub Zakład 28), podległy Ministerstwu Średniego Przemysłu Maszynowego ZSRR, zajmujący się wydobyciem i obróbką uranu. 

### Uzbekistan

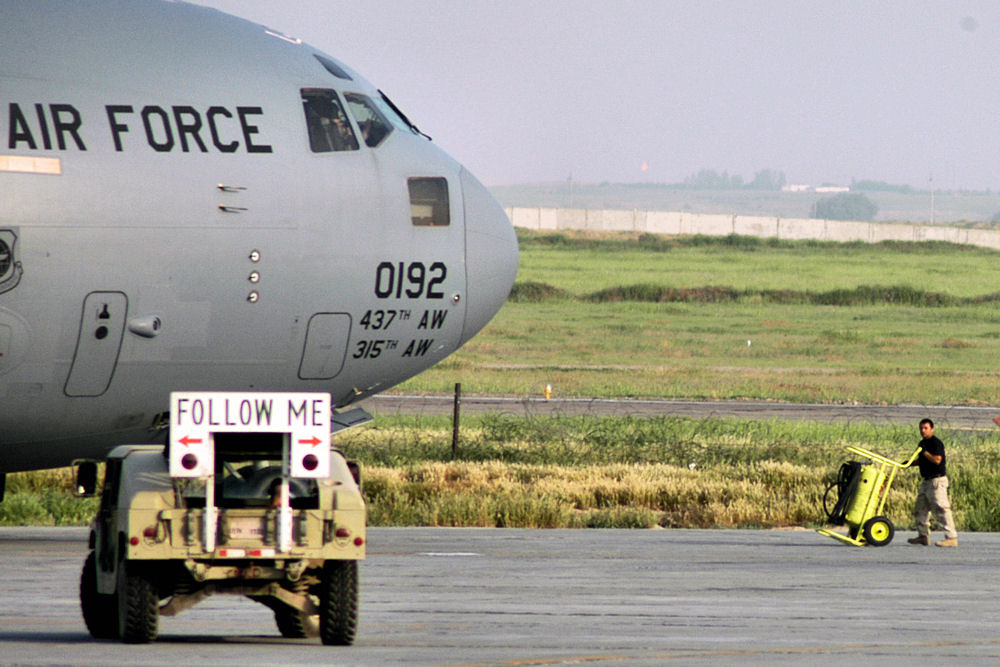
Amerykański Boeing C-17 Globemaster III należący do USAF w Karszy. 2004 rok.

Do 1992 roku statusem ZATO objęte było miasto Kantubek na Wyspie Odrodzenia, gdzie w 1948 roku wybudowano laboratorium testujące broń biologiczną. Pierwsze badania nad bronią biologiczną prowadzono tu jeszcze przed wybuchem II wojny światowej w latach 1936—1941. ZATO funkcjonowało pod kryptonimem Aralsk-7. Mieszkańców przesiedlono w latach dziewięćdziesiątych XX wieku, zaś laboratoria zostały zamknięte. Obecnie status ZATO zniesiono, miasto jest opuszczone. 
Przepisom prawa, charakterystycznym dla ZATO podlegał port lotniczy Karszy, zwany K2. W latach 1954–1992 znajdowała się tu radziecka baza lotnicza, a następnie baza powietrzna Stanów Zjednoczonych (ang. Karshi-Khanabad Air Base). W latach 2001–2005 skierowano tu blisko siedem tysięcy pracowników Departamentu Obrony.  Z tego miejsca kierowano misjami przeciw Al-Ka'idzie, realizowanymi w Afganistanie. W 2005 roku wojska amerykańskie opuściły bazę na wniosek władz Uzbekistanu.  

## ZATO i problemy ekologiczne
Działalność prowadzona w części byłych i obecnych miast zamkniętych cechuje destrukcyjny wpływ na środowisko naturalne, w skrajnych przypadkach grożące katastrofą ekologiczną, stwarzającą również realne zagrożenie dla życia i zdrowia ludzi. 

### Estonia
W centrum szkoleniowym byłego ZATO Paldiski znajdowały się dwa reaktory jądrowe, zamontowane w ćwiczeniowych modelach okrętów podwodnych. Po opuszczeniu terenu przez wojska rosyjskie reaktory pozostały w Paldiskach, obudowane prowizorycznym betonowym sarkofagiem. Obecnie ich zabezpieczeniem zajmuje się rząd Estonii, który ponadto musiał oczyścić teren z pozostawionych przez wojsko odpadów promieniotwórczych.
W 1998 roku kwestia zabezpieczenia reaktorów w Padliskach była przedmiotem zainteresowania Komisji Europejskiej. Ogłoszono przetarg na związane z tym prace. Dzięki wsparciu finansowemu EU do 2013 roku rząd Estonii zabezpieczył reaktory i zneutralizował byłe magazyny na odpady promieniotwórcze (które potencjalnie mogły skazić Bałtyk). 

### Kirgistan
Byłe ZATO Majłuu-suu jest silnie zanieczyszczone i skażone. W kraju znajdują się 2 miliony metrów sześciennych odpadów promieniotwórczych, będących pozostałościami po kopalniach uranu z czasów ZSRR. 
Od lat dziewięćdziesiątych ryzyko katastrofy ekologicznej w Kirgistanie było przedmiotem analiz krajów NATO i EU. Obawiano się, że odpady przenikną do wód gruntowych, skażą jeziora, rzeki i glebę na ogromnych terenach w stopniu trudnym do oszacowania. W 2010 roku sytuację w Majłuu-suu uznano za krytycznie niebezpieczną. Wówczas Bank Światowy przekazał dotację w wysokości 5 mln dolarów na zabezpieczenie i częściowe oczyszczenie terenu. Całkowity koszt operacji wyliczono na 15 mln dolarów. 

### Rosja

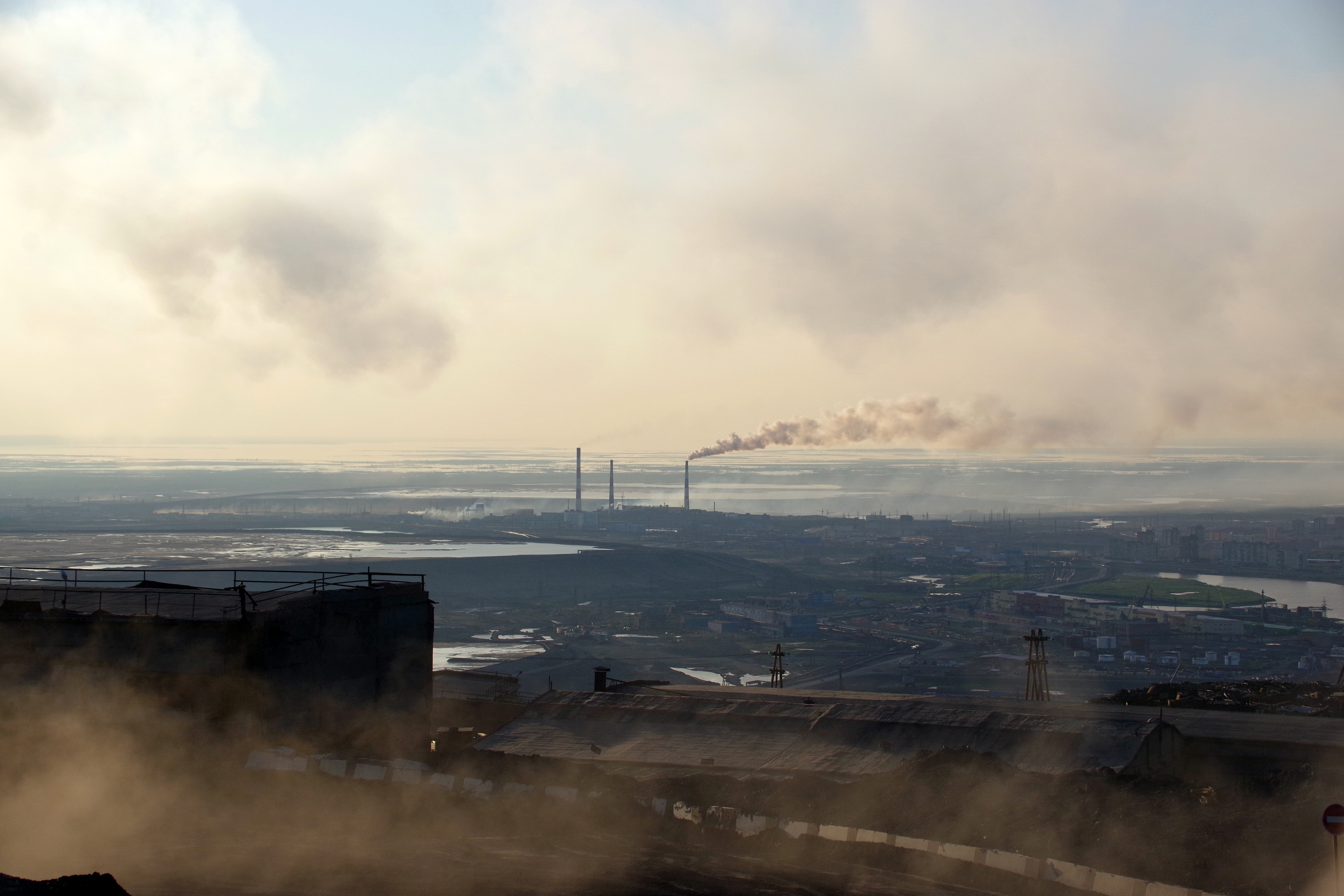
Zakłady w Norylsku. 2019 rok.

Z powodu działalności zakładu atomowego Majak, znajdującego się przy ZATO Oziorsk, skażeniu uległo pobliskie jezioro Karaczaj (obecnie nieistniejące), do którego w latach pięćdziesiątych wylewano ścieki i odpady promieniotwórcze z Majaku. W 2015 roku zakończono prace neutralizujące substancje toksyczne. Wylano beton na część terenów byłego jeziora. Koszt operacji wynosił 17 miliardów rubli. 
W raporcie „Environmental Toxic Report” fundacji Green Cross w wykazie najbardziej skażonych miast świata znalazł się rosyjski Norylsk. Zakłady w Norylsku emitują rocznie dwa miliony ton dwutlenku siarki. 
Z uwagi na przepisy prawa, dotyczące miast zamkniętych, sytuacja ekologiczna w aktualnych ZATO Federacji Rosyjskiej (zwłaszcza należących do Rosatomu) jest praktycznie niemożliwa do ustalenia i zbadania przez niezależne podmioty zewnętrzne. 

### Ukraina

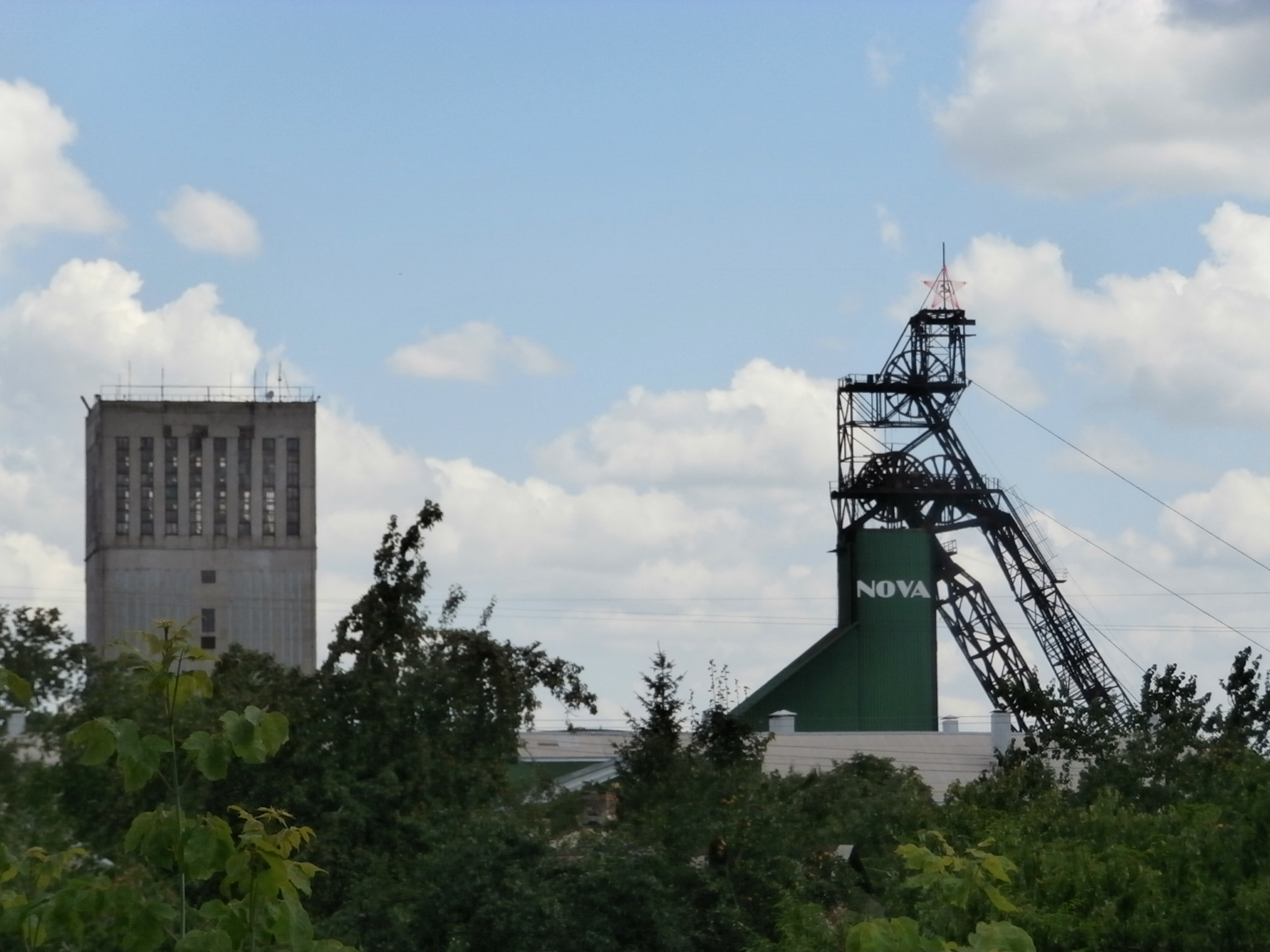
Żółte Wody. Przedsiębiorstwo wydobycia rud uranu.

W byłym ZATO Żółte Wody działa kilka przedsiębiorstw zajmujących się wydobyciem uranu. Skały pochodzące z kopalni były wykorzystywane jako fundamenty do budowy prywatnych domów. Ukraiński Instytut Badawczy Problemów Środowiskowych ocenił, że w powyższych budynkach dopuszczalne normy radonu zostały przekroczone minimum pięciokrotnie, a w niektórych przypadkach siedemnastokrotnie.  

### Uzbekistan
Teren byłego laboratorium pracującego nad bronią biologiczną w mieście Kantubek jest uważany za niebezpieczny, gdyż w próbkach gleby znaleziono bakterie, będące przedmiotem pracy laboratorium. Wynika to z faktu, że po zniesieniu statusu ZATO i likwidacji laboratorium wojsko pozostawiło w Kantubku wszystkie materiały biologiczne, w tym potencjalnie groźne substancje i bakterie, hodowane na potrzeby testów. Rząd Stanów Zjednoczonych przeznaczył 6 mln dolarów na projekt oczyszczenia i zabezpieczenia Wyspy Odrodzenia.